# Aeropuerto Internacional de Denver
El Aeropuerto Internacional de Denver (IATA: DEN, ICAO: KDEN, FAA LID: DEN), a menudo llamado DIA (por sus siglas en inglés), es un aeropuerto en Denver, Colorado. Con 123.27 kilómetros cuadrados (34,000 acres), es el aeropuerto más grande de los Estados Unidos por superficie total. La pista 16R/34L es la pista más larga de uso público en los Estados Unidos. Hasta 2015, fue el 18.º aeropuerto más ocupado en el mundo y el sexto más activo en los Estados Unidos por tráfico de pasajeros con más de 54 millones de pasajeros. También tiene la tercera mayor red doméstica. El aeropuerto cuenta con 133 puertas repartidas en tres explanadas lineales individuales pero internamente conectadas (A, B y C).
El DIA tiene servicio sin escalas a destinos en toda América del Norte, América Latina, Europa y Asia con 187 destinos en 2015. El aeropuerto se encuentra en el noreste de Denver, y es operado por el Departamento de Aviación la Ciudad y Condado de Denver. El DIA fue votado como el Mejor Aeropuerto de América del Norte por los lectores de la revista Business Traveler por seis años consecutivos (2005-2010) y fue nombrado "Mejor Aeropuerto operando de los Estados Unidos" por la revista Time en 2002.
El DIA es el principal centro de conexiones de la aerolínea de bajo costo Frontier Airlines y de la aerolínea regional Great Lakes Airlines. Es también el cuarto más grande centro de conexiones de Estados Unidos y Centroamérica de United Airlines con 375 salidas diarias a 141 destinos. Desde la década pasada el DIA se ha convertido en una importante ciudad foco para Southwest Airlines. Desde el inicio del servicio a Denver en enero de 2006, Southwest ha añadido más de 60 destinos con 190 salidas diarias, lo que convierte a Denver en su mercado de más rápido crecimiento y su cuarto aeropuerto más utilizado.
El DIA es el único aeropuerto en los Estados Unidos de haber implementado un sistema de gestión ambiental certificado ISO 14001 que cubre todo el aeropuerto.

## Descripción
Parte distintiva del AID es su techo blanco, que aparentan montañas repletas de nieve, al igual que las Montañas Rocosas, en invierno. Debajo de este majestuoso paisaje artificial se encuentra un puente que conecta la Terminal A, con el estacionamiento, lo que permite una vista de los aviones durante las maniobras en pistas y plataforma. Este Aeropuerto también es la base principal de Frontier Airlines, la segunda base principal de United Airlines y también de la desaparecida Western Pacific Airlines.
El AID ofrece adicionalmente servicio WI-FI, totalmente gratuito, proporcionado por AT&T. T-Mobile Este servicio se encuentra disponible en las salas United, American, y Delta airlines.

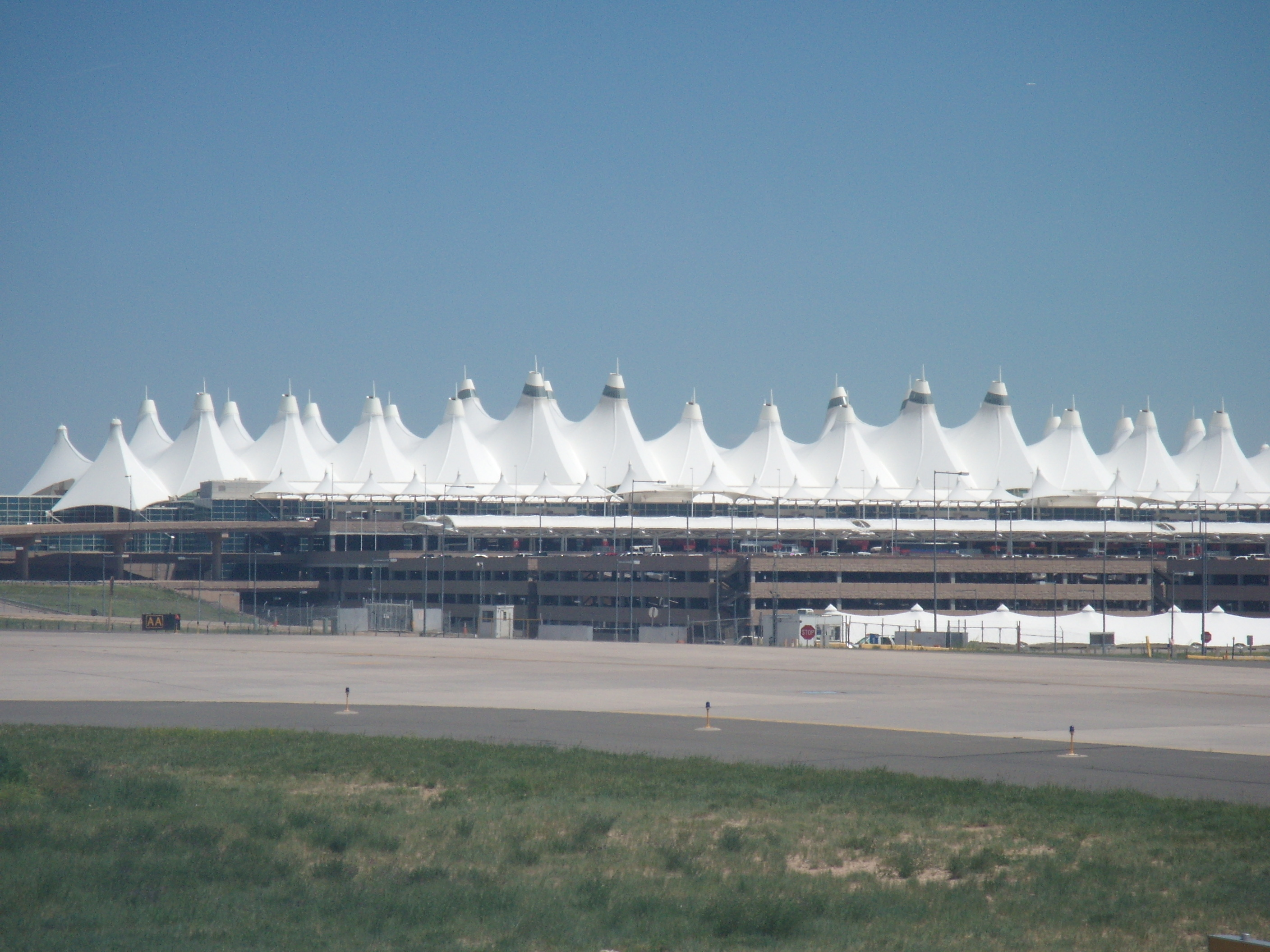
El techo de la Terminal principal del AID simulando las Montañas Rocosas.

## Geografía
Localizado a 40 km del centro de Denver y a 31 km del desaparecido Aeropuerto Internacional Stapleton, aeropuerto que fue remplazado por el AID.
Ya que se necesitaban pistas lo suficientemente largas, en caso de que las tormentas de nieve cubrieran toda la pista, (de esta manera se puede trabajar de un lado de la pista mientras que del otro se limpia) y un espacio lo suficientemente grande, como para que un accidente aéreo sucediera allí, sin afectar a la ciudad de Denver.
El espacio total que ocupa el AID es de 140km², espacio de tierra superior a lo que ocupa la Isla de Manhattan. El espacio de tierra anteriormente era propiedad de la Ciudad Adams, pero fue cedido a Denver en 1989 por mayoría de votos. Fuera de esto, la ciudad de Aurora, se encuentra demasiado cerca del aeropuerto, lo que culminó en grandes aglomeraciones de tráfico por la gente que viaja de Denver hacia el AID y pasa por Aurora.

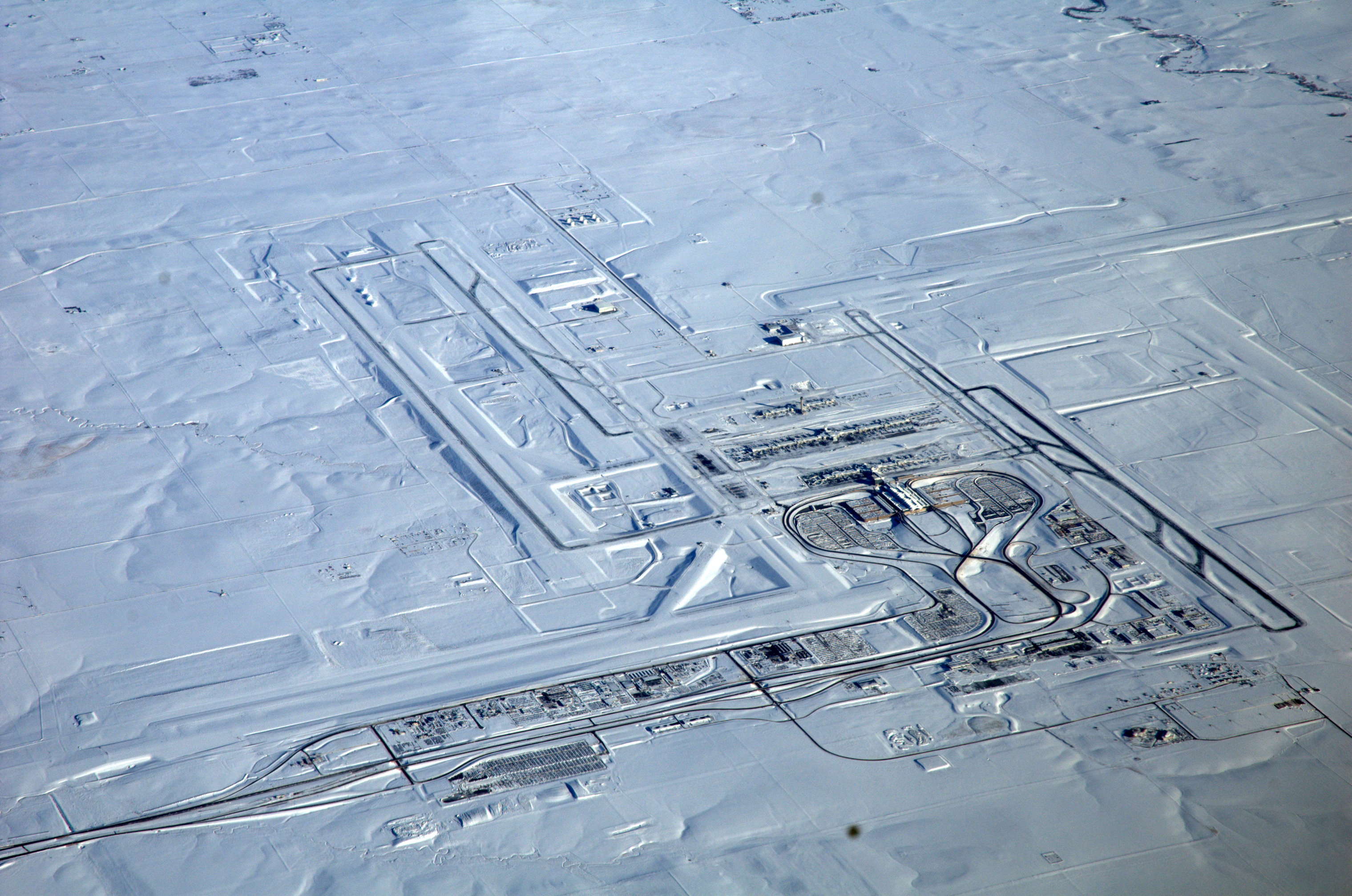
El AID cubierto por la nieve.

Aeropuerto desde el aire.

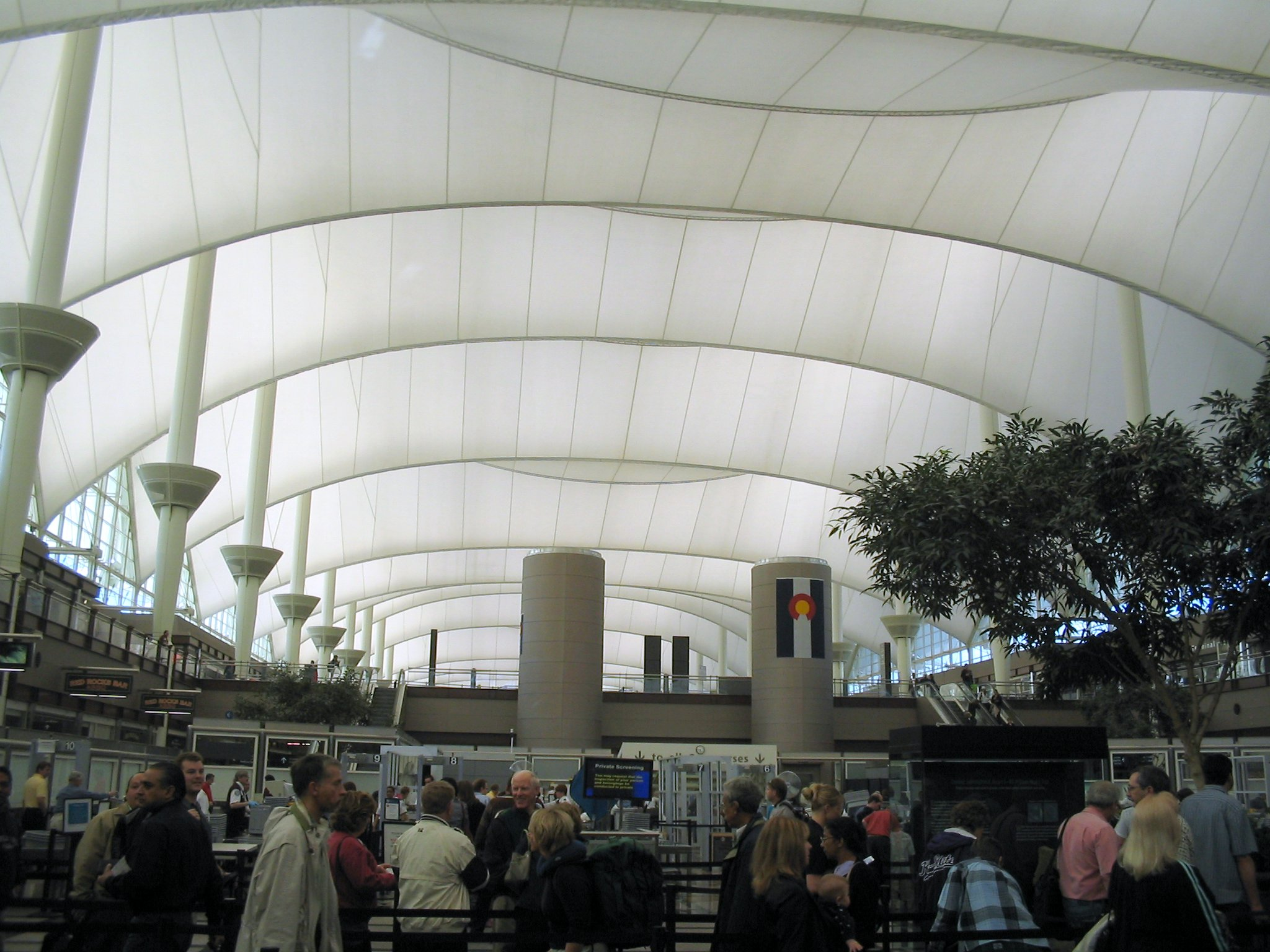
Aduana del AID.

## Historia
En septiembre de 1989 bajo el mandato del alcalde de Denver Federico Peña, se pidió el presupuesto de $60 millones de dólares, para la construcción del AID a las autoridades federales.
Dos años después el alcalde Welligton Webb, reinició el proyecto, aunque el proyecto se inauguraría oficialmente el 29 de octubre de 1993
La magnitud del proyecto y los problemas de algunas aerolíneas como United Airlines afectaron considerablemente al tiempo necesario para ejecutar dicha obra. La finalización pasó inicialmente de diciembre de 1993, a marzo de 1994. Además, en septiembre de 1993 se volvió a retrasar hasta el 15 de mayo de 1994. Todos estos retrasos provocaron una gran disconformidad por parte de las habitantes de la zona que lo apodaron: Delayed Internacional Airport (aeropuerto Internacional retrasado), Democrats in Action (Demócratas en acción) o Denvers Imaginary Airport (Aeropuerto Imaginario de Denver), por sus siglas en inglés (DIA).
En abril de 1994 se invitó a varios reporteros a varias demostraciones del funcionamiento del "Sistema Automatizado de Equipaje", algunas de las cuales no fueron muy exitosas. También se les enseñó la Terminal de carga de equipaje bajo de las pistas. Como consecuencia, el alcalde canceló la inauguración, prevista para el 15 de mayo de ese año.
El "Sistema Automatizado de Tratamiento de Equipajes" se finalizó en septiembre de 2005 y ha sido un gasto muy incómodo para las autoridades de Denver. Curiosamente el AID, usa separadores de equipaje manuales, aun tenga uno automatizado.
El 25 de septiembre de 1994, el AID fue anfitrión de una convención de aviación. Aerolíneas y pilotos tuvieron la oportunidad de visitar y utilizar el nuevo aeropuerto, contemplar sus dependencias y servicios, incluyendo el Sistema Automatizado de Equipaje -que aún se encontraba en fase de pruebas-, probar las pistas y control de radio con ayuda de taxis aéreos.
Finalmente el AID, fue terminado el 28 de febrero de 1995, sustituyendo al Stapleton, con 16 meses de retraso y con un costo de $5200 millones de dólares, 2000 millones más de lo previsto
Después de su inauguración las pistas 3 y 4 fueron terminadas dos años después.

## Diseño, expansibilidad y funcionamiento
Por su ubicación geográfica este aeropuerto ha sido base de muchas aerolíneas como United Airlines, Continental Airlines, Western Airlines y TWA, también el aeropuerto de Stapleton, tuvo una gran actividad aérea. En algunas ocasiones este aeropuerto alojó a 4 compañías al mismo tiempo como base principal.
El aeropuerto de Stapleton, no se daba abasto con las pistas, la gran actividad, el viento, las tormentas de nieve eran un gran impedimento para ese aeropuerto, lo que trajo con sigo la construcción del AID.
Con la construcción del AID El ayuntamiento de Denver planificó la rápida ampliación de dicho aeropuerto, en los próximos 50 años, eliminando los problemas que aquejaban al aeropuerto de Stapleton, esto se logró mediante el diseño de un fácilmente ampliable mediocampo Terminal y de pistas, creando paralelamente uno de los aeródromos más eficientes en el mundo.
Todos los vuelos internacionales que requieren los servicios de aduanas y de inmigración en la actualidad. Actualmente ocho puertas se utilizan para vuelos internacionales. Estas se encuentran mirando de frente norte hacia las puertas en Concourse A están equipadas para desviar los pasajeros a un pasillo que conecta con el nivel superior del puente aéreo, y entra de Aduanas e Inmigración en el norte de la Terminal Principal. Estas puertas también podrían ser fácilmente modificadas para permitir el embarque en tanto el piso superior y el inferior de la cubierta de grandes aviones como el Airbus A380.
Una vez incorporado plenamente todo, el AID sería capaz de manejar unos 110 millones de pasajeros por año, en comparación con 32 millones planificados en su apertura.

### Sistema automatizado de equipaje

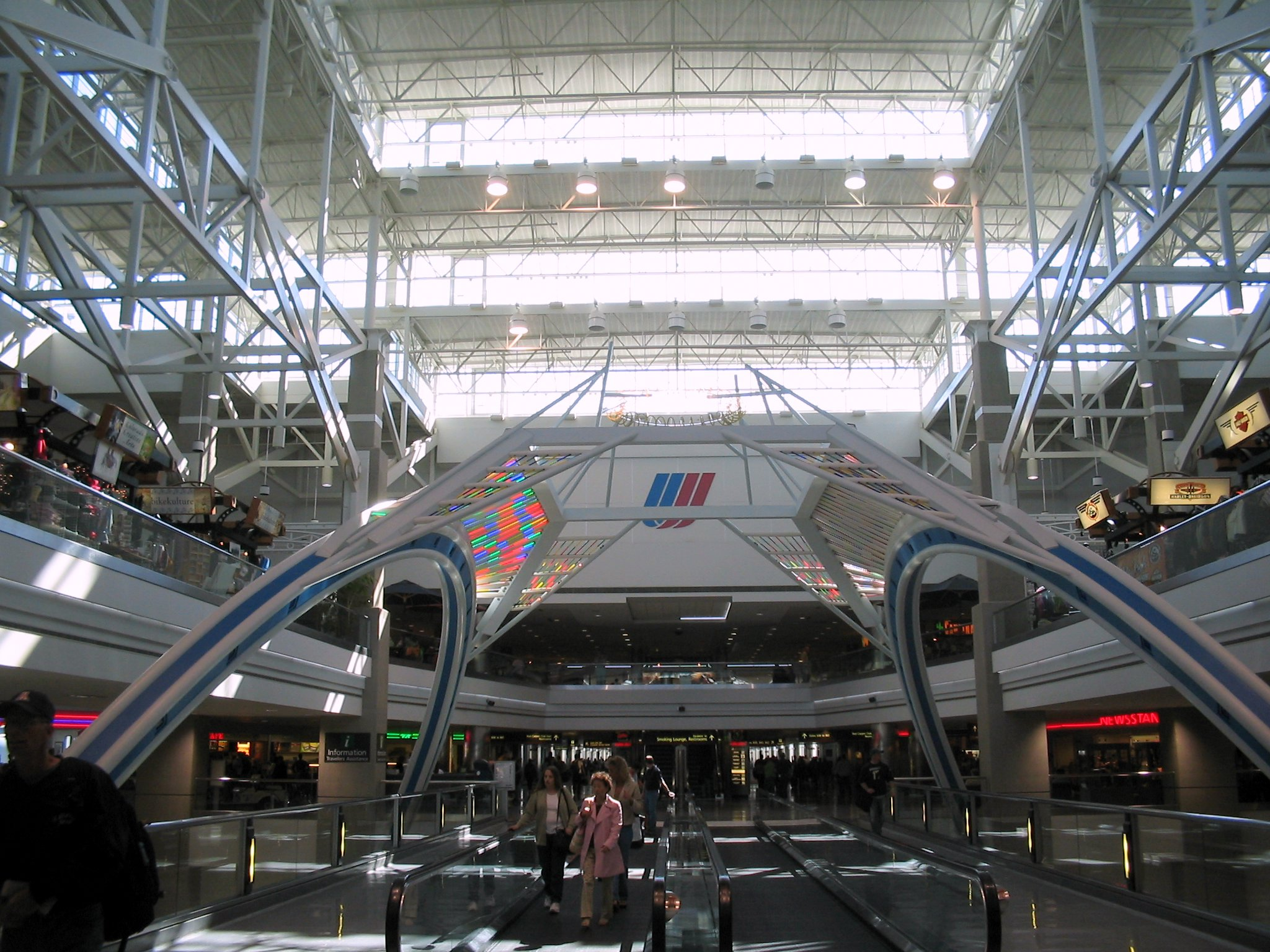
Zona de tránsito de pasajeros, con una escultura de la artista Alice Adams

El AID adicionalmente se le fue ideado un Sistema Automatizado de equipaje o SAE, que se ayudaría reducir los tiempos de espera de carga, y ahorrarle a las aerolíneas miles de dólares en mano de obra, esto lamentablemente fue un rotundo fracaso.
El SAE, fue previsto con un presupuesto de $186 millones de dólares, creció hasta $1 millón por mes por conceptos de reparaciones y modificaciones.
Las aerolíneas ni el Aeropuerto nunca hicieron uso de este sistema, desde su creación hasta el momento nunca funcionó bien.
En agosto de 2005 se hizo público este error y el AID canceló las investigaciones y reparaciones de este sistema.

### Pistas de aterrizaje
Dos de las pistas de aterrizaje y diversas pistas de rodaje han sido examinadas para prevenir un posible fracaso.
Según los resultados, la empresa constructora para abaratar los costos de construcción diluyo menos hormigón de lo que las normas de Aviación permiten en los EE. UU. esto trajo como consecuencia que las pistas estén constantemente en peligro de sufrir algún accidente.
Por eso el AID, revisa periódicamente las pistas para evitar un posible desgajamiento de la pista, se estudia que dentro de poco tiempo la pista sea sustituida por una de mejor calidad.

## Terminal y salas

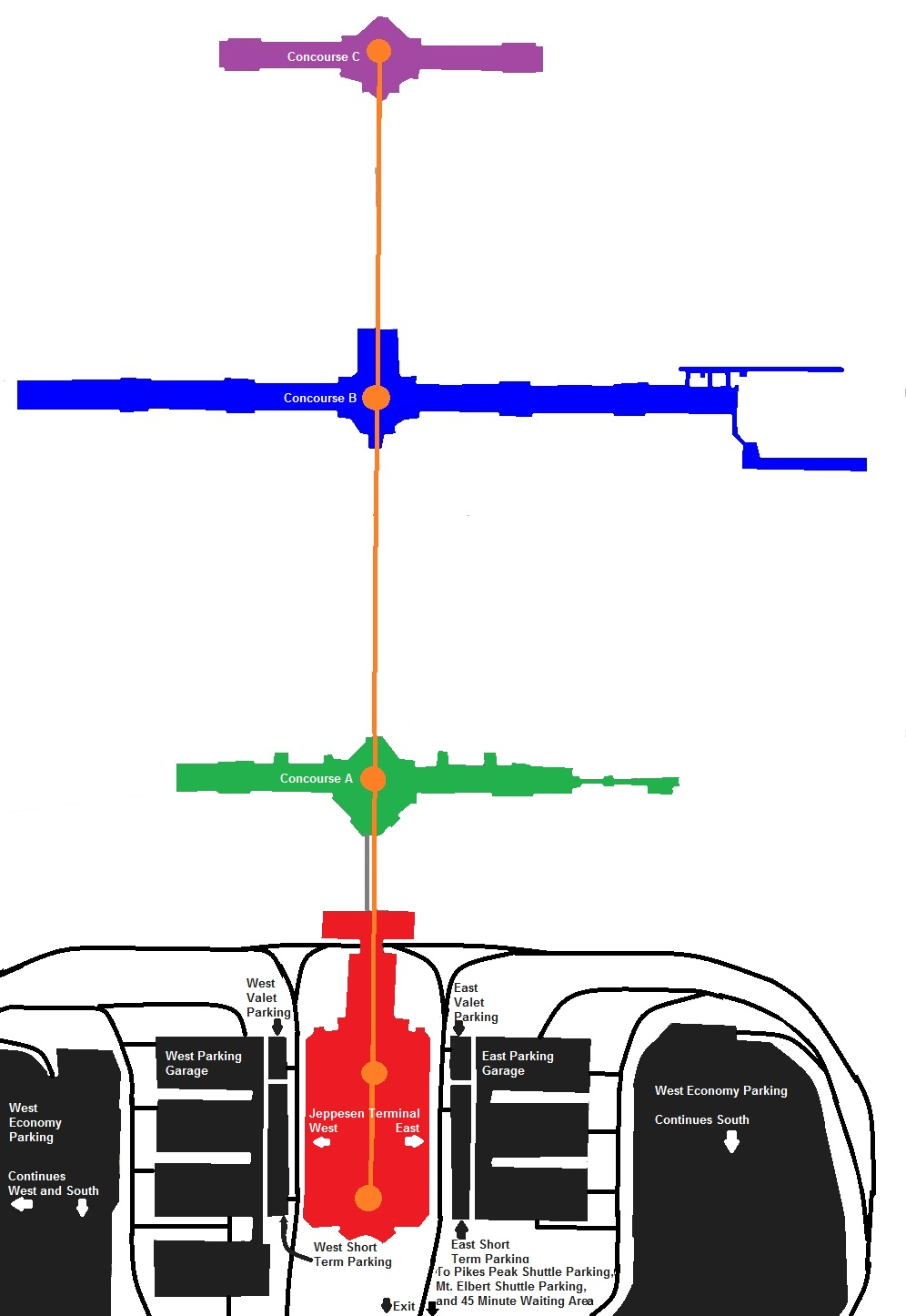
Mapa de la Terminal del Aeropuerto de Denver.

### Terminal Jeppesen

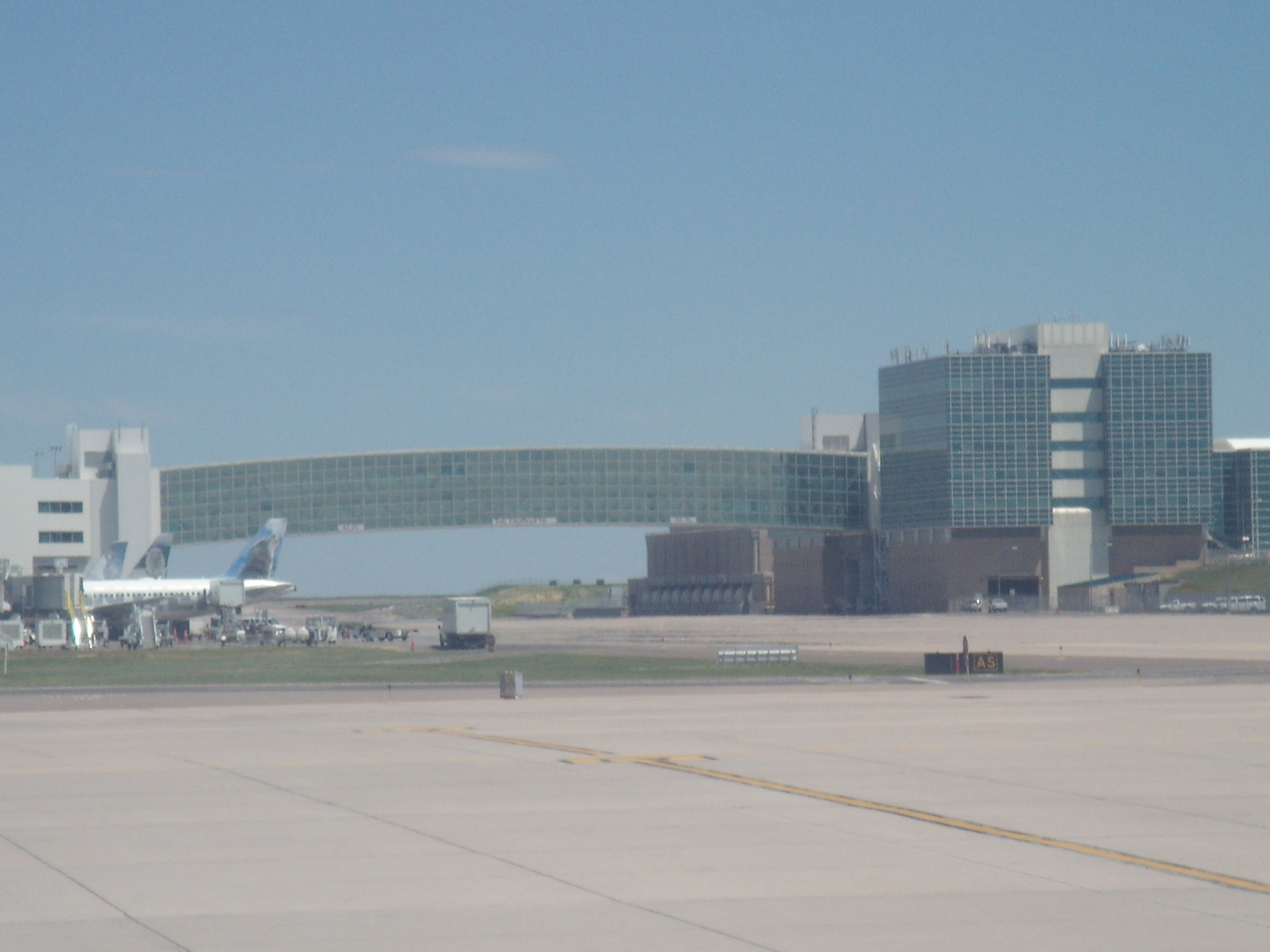
Puente peatonal que conecta la Terminal Jeppesen con la Sala A.

La Terminal Jeppesen, fue nombrada por la pionera en seguridad aérea Elrey Jeppesen, es el lado tierra del aeropuerto. El tráfico accede al aeropuerto directamente desde el Peña Boulevard, que a su vez es alimentado por la Interestatal 70 y la carretera E-470. Dos áreas de estacionamiento cubiertas y descubiertas están unidas directamente a la terminal - tres garajes y un estacionamiento de bajo costo en el lado este; y cuatro garajes y un lote de bajo costo en el lado oeste.
La terminal se divide terminales este y oeste para recogida y dejada de pasajeros. A continuación se ofrece un mapa de las líneas aéreas asociadas a las terminales.
El área central del aeropuerto alberga dos áreas de control de seguridad y salidas del sistema de tren subterráneo. El lado norte de la Terminal Jeppesen contiene una tercera área de control de seguridad y un área de inmigración y aduanas segregado.
La terminal principal tiene seis pisos oficiales, conectados por ascensores y escaleras eléctricas. Los pisos 1-3 comprenden los niveles más bajos de los garajes de estacionamiento, así como los lotes de bajo costo de ambos lados de la terminal. El piso 4 es para la recogida de pasajeros, así como los estacionamientos de corto plazo y largo plazo. El piso 5 se utiliza para el estacionamiento, así como para dejadas y recogidas de taxis y autobuses a lotes de autos de alquiler y estacionamientos externos. El quinto piso también contiene las bandas de equipaje y los controles de seguridad. El sexto piso se utiliza para la documentación de pasajeros y mostradores de facturación.
Los pasajeros se dirigen primero a los mostradores de documentación de aerolíneas o quioscos en el sexto piso para documentar. Como todas las puertas en Denver están en las explanadas periféricas, los pasajeros deben pasar seguridad en uno de los tres puestos de control: una en cada extremo de la terminal principal, cada uno de los cuales tiene sus propias escaleras eléctricas que llevan hasta los trenes; así como una más pequeña en el extremo del puente peatonal de la Sala A.
Después de salir de la terminal principal a través del puente peatonal o del tren, los pasajeros pueden acceder a 95 puertas de servicio completo en 3 Salas separadas (A, B y C), además de puertas para vuelos regionales.
La piedra utilizada en las paredes de la terminal fue suministrada por Yule Marble Quarry, quien también la utilizó para a Tumba de los desconocidos y el Monumento a Lincoln.

#### Hotel y Centro de Tránsito
El Hotel y Centro de Tránsito del DIA se compone de tres áreas funcionales integradas: hotel, transporte terrestre público y plaza pública.
Un proyecto de construcción de $544,000,000 USD está poniendo en marcha el hotel y el centro de tránsito junto a la terminal Jeppesen. El proyecto incluye una estación de tren de cercanías, a ser por manejado por el sistema FasTracks del Regional Transportation District, un hotel de 519 habitaciones y un centro de conferencias, operado por Westin Hotels & Resorts. El hotel se abrirá el 19 de noviembre de 2015 y el servicio de trenes de cercanías iniciará en la primavera de 2016. El tren de cercanías conectará a los pasajeros entre el centro de Denver y el aeropuerto en tan sólo 35 minutos. Gensler y AndersonMasonDale Arquitectos son los arquitectos del proyecto. La construcción comenzó el 5 de octubre de 2011. Los autobuses RTD se reubicarán a las bahías de autobuses en el hotel y centro de tránsito. La plaza pública de 82,000 pies cuadrados, será operada por Denver Arts and Venues, la agencia de la ciudad y el condado que opera lugares de Denver, como el Red Rocks Amphitheatre y el Denver Center for the Performing Arts. La plaza pretende ser una zonda de entretenimiento, relajación, de arte y restaurante para los viajeros y visitantes.

#### Línea de tren de transporte regional del Distrito Oriental
El Regional Transportation District se encuentra instalando una línea de tren de cercanías eléctrico que va desde la Union Station de Denver al Hotel y Centro de Tránsito de DIA. Esta Línea A también es llamada la "East Rail Line" y conectará pasajeros entre el centro de Denver y el DIA en unos 37 minutos. La línea conectará al servicio ferroviario de 122 millas de IDT que se extiende en toda la zona metropolitana. La Línea A es un corredor de tránsito de 22.8 millas que conectará estas dos áreas importantes mientras sirve centros de empleo adyacentes, vecindarios y áreas de desarrollo en Denver y Aurora. La Línea A está siendo construida y financiada como parte de la colaboración público-privada Eagle P3.

#### Propuesta de transporte de personas en el lado tierra
El aeropuerto también está proponiendo un transporte de personas en el lado tierra (similar al ATL Skytrain del Aeropuerto Internacional Hartsfield-Jackson o al PHX Sky Train del Aeropuerto Internacional de Phoenix-Sky Harbor), que está previsto para unir la terminal y la estación de la línea de tren de IDT Este con el arrendamiento de autos y los estacionamientos. Como el transporte de personas en el lado tierra está en la fase de propuesta, hasta el momento no se conocen tiempo previsto de finalización ni las especificaciones del sistema.

### Salas

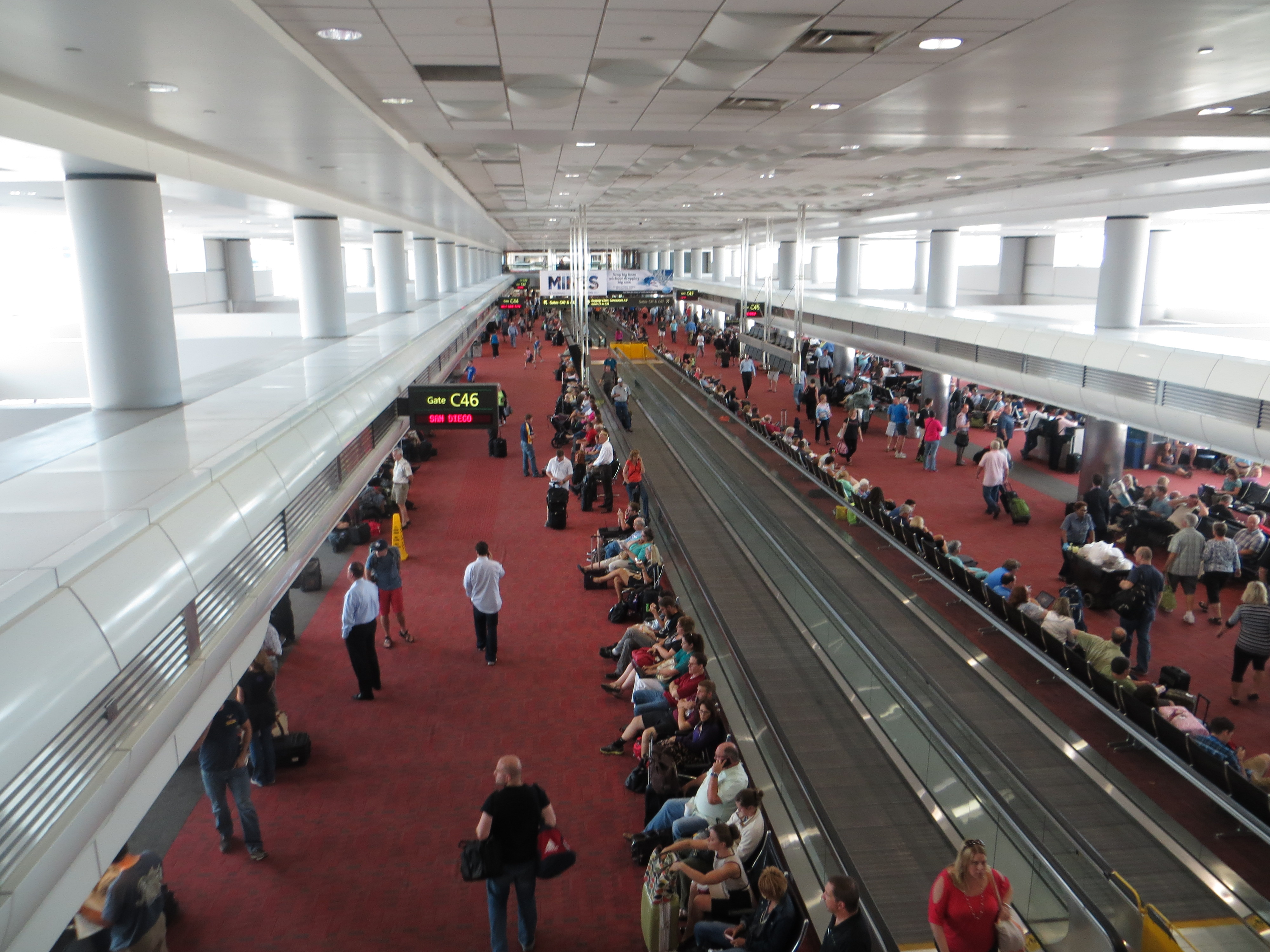
Pasarelas móviles en la Sala C.

El DIA cuenta con tres salas espaciadas muy distantes entre sí. La Sala A es accesible a través de un puente peatonal directamente desde el edificio de la terminal, así como a través del sistema de tren subterráneo que da servicio a las tres salas. Para el acceso a las zonas de embarque B y C, los pasajeros deben utilizar el tren. En una ocasión, a finales de 2000, el sistema de trenes se encontró con problemas técnicos y fue cerrado durante varias horas, creando una tremendo retraso a los pasajeros en la terminal principal ya que no existen caminos peatonales entre la terminal y las zonas de embarque B y C. Desde ese día el sistema de trenes del aeropuerto ha seguido funcionando sin ninguna interrupción importante en el servicio.
Los vestíbulos y la terminal principal se disponen de manera similar al Aeropuerto Internacional Hartsfield-Jackson. La principal diferencia es que el DIA no tiene una unidad satélite de puertas T unido directamente a la terminal, y el espacio entre las explanadas en el DIA es mucho más amplio que el espacio entre las explanadas en Atlanta. Esto permite la máxima eficiencia operativa ya que los aviones pueden retroceder de su puerta mientras otras aeronaves en rodaje pasan por detrás de ellos sin demora.
El aeropuerto recoge las tasas de aterrizaje, renta y otros ingresos de las líneas aéreas para ayudar a compensar sus costos de operación. El DIA es propiedad y está operado por la Ciudad y Condado de Denver, pero no funciona usando dinero de los impuestos. En cambio, el aeropuerto es un "fondo de la empresa" que genera sus propios ingresos para cubrir los gastos de operación. El aeropuerto debido a los ingresos generados por las líneas aéreas - tasas de aterrizaje, alquileres y otros pagos - y los ingresos generados por los recursos no aéreos - estacionamiento, ingresos concesiones, renta y otros pagos.
El 14 de diciembre de 2006, el DIA instituyó la fase de diseño de la ampliación de la Sala C como la primera gran expansión de una Sala del aeropuerto. En septiembre de 2014, el aeropuerto terminó la construcción de cinco nuevas puertas en la Sala C que ahora sirven a Southwest Airlines. Las nuevas puertas están etiquetados C23 a C27 y se amplió el espacio de 39,000 pies cuadrados a un costo de $46 millones de dólares.
La Sala B también se expandió con la adición de una terminal regional diseñada por Reddy y Reddy Arquitectos en el lado este de la Sala B. Esta sala regional consiste en una explanada más pequeña o ala que está conectado a la Sala B. Estas puertas permiten acceso directo por medio de pasarela de acceso a aeronaves a aviones regionales. Con la apertura de la sala regional el 24 de abril de 2007, United Airlines dejó la Sala A por completo y opera exclusivamente en la Sala B, con la excepción de los vuelos internacionales que requieren apoyo de aduana.

#### Sala A

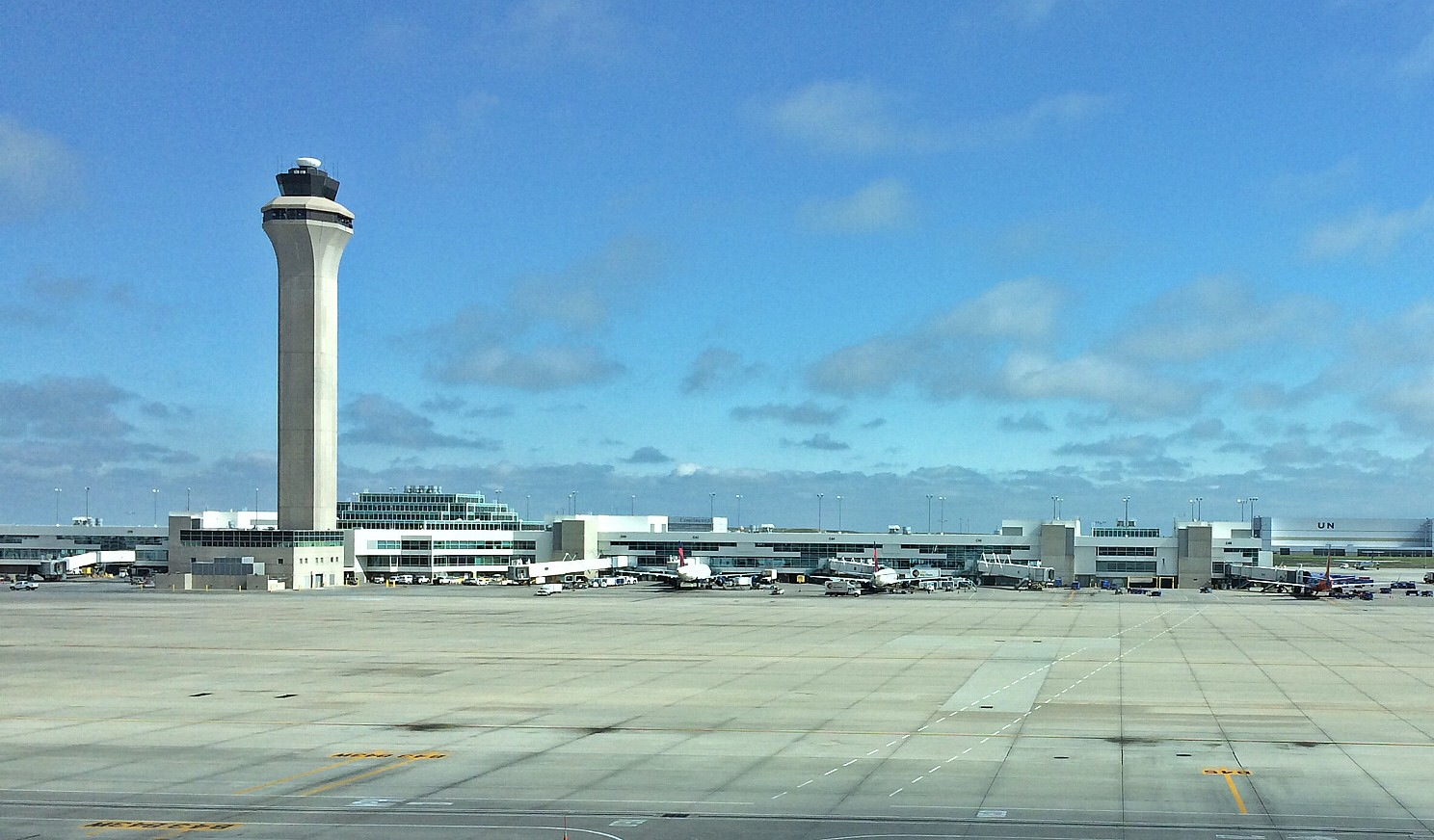
Sala A y torre de Control.

La Sala A tiene 37 puertas: A26–A53, A56, A59–65, y A67–68. Ocho de estas puertas (A33, A35, A37, A39, A41, A43, A45 y A47) están equipados para manejar las llegadas internacionales y aviones de fuselaje ancho. La Sala A se encarga de todas las llegadas internacionales en el aeropuerto (con exclusión de los aeropuertos con predespacho de aduana), así como los vuelos que salen de todas las compañías internacionales que sirven a Denver. Además, todas las compañías aéreas nacionales, a excepción de Alaska, Southwest y United, usan esta sala, con Frontier Airlines que tiene mayor presencia.
En el momento de la apertura del aeropuerto, la Sala A se iba a utilizar únicamente por Continental Airlines para su centro de conexiones en Denver. Sin embargo, debido a su salida de la quiebra, así como la feroz competencia de United Airlines, Continental decidió desmantelar su centro de operaciones inmediatamente después de la apertura, y sólo operó un puñado de puertas en la Sala A, antes de finalmente pasar a la Sala B cuando se fusionó con United.
Dos salones están situados en la planta superior de la sección central de la Terminal A: la compartida Admirals Club de American Airlines/British Airways Executive Club Lounge y un Sky Club de Delta Air Lines el cual está programado para abrir en algún momento en el año 2016 en el lugar de la antigua sala de USO.

#### Sala B

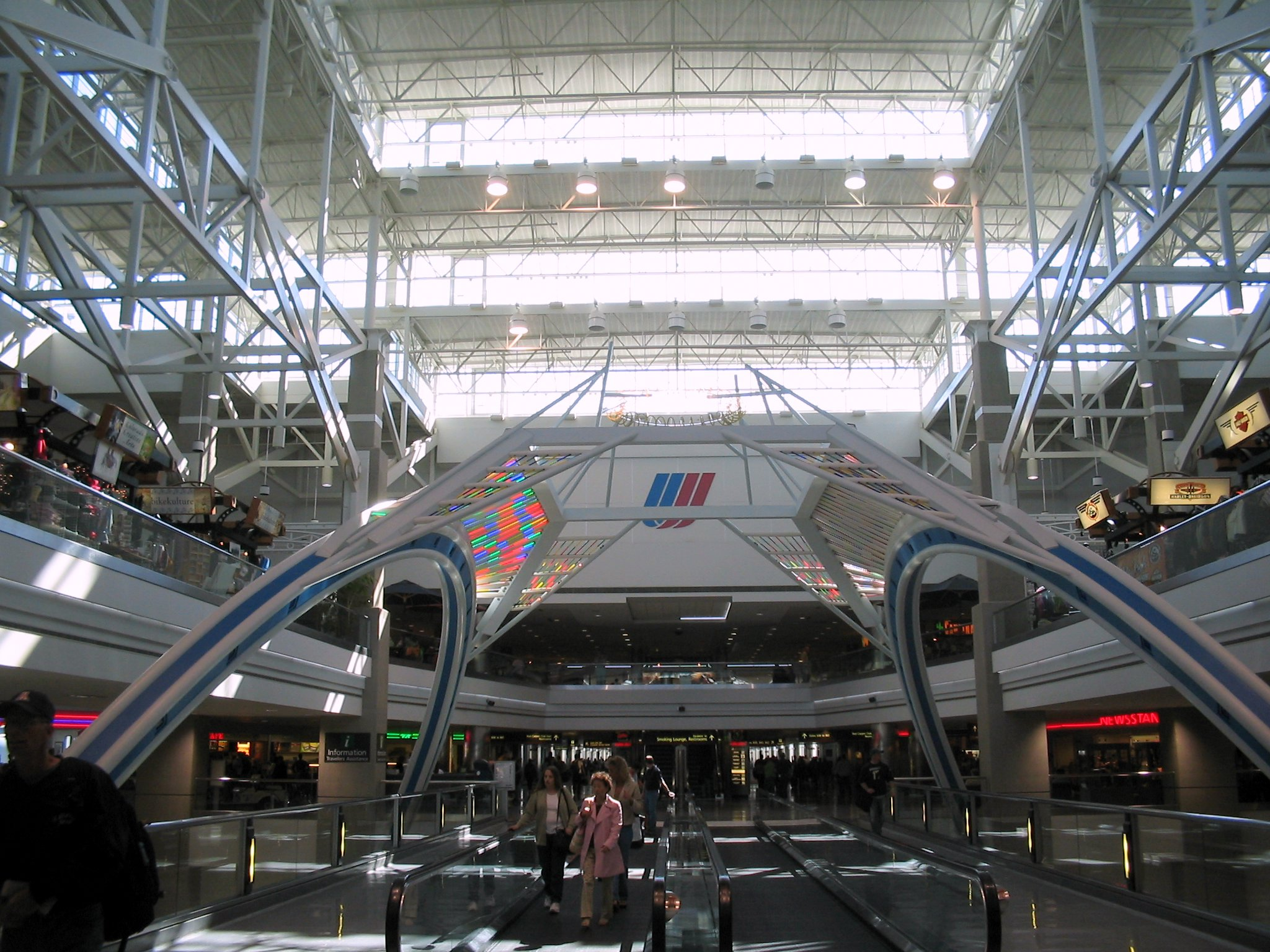
La entrada a la Sala B como se veía en 2005. El tulipán de United en la foto se quitó tras la fusión de United con Continental en 2011.

La Sala B tiene 70 Puertas: B11 y B14 (ambas abiertas en marzo de 2017), B15 B15–B29, B31–B33, B35–B39, B41–B61, B63-B77 (solo números nones) y B79–B95. Las puertas B32, B36, B38 y B42 están equipadas con pasarelas de acceso gemelas (con cada puerta designada como A o B) para dar cabida a las aeronaves de fuselaje ancho. United Airlines es el único ocupante de puertas de la Sala B. La línea principal de United opera desde el edificio principal, mientras que las operaciones de United Express se manejan en el extremo este de la sala (puertas B48-B95), que incluye dos extensiones satélite a nivel del piso.
Los antiguos inquilinos de la Sala B incluyen a Continental Airlines y US Airways. Ambas aerolíneas reubicados allí en noviembre de 2009 después de que United alcanzó un acuerdo con el DIA para asignar cinco puertas en el extremo occidental de la sala para el uso de sus socios nacionales de Star Alliance. United recuperó el control de las tres puertas de Continental después de la fusión entre las dos aerolíneas. A partir de febrero de 2015, US Airways trasladó las operaciones de sus dos puertas a la Sala A, como parte de su proceso de fusión con American Airlines.
Hay dos United Club en el segundo piso de la Sala B, situados a la misma distancia de la estación del transporte de pasajeros: uno cerca de la puerta B32 y el otro cerca de la puerta B44.

#### Sala C

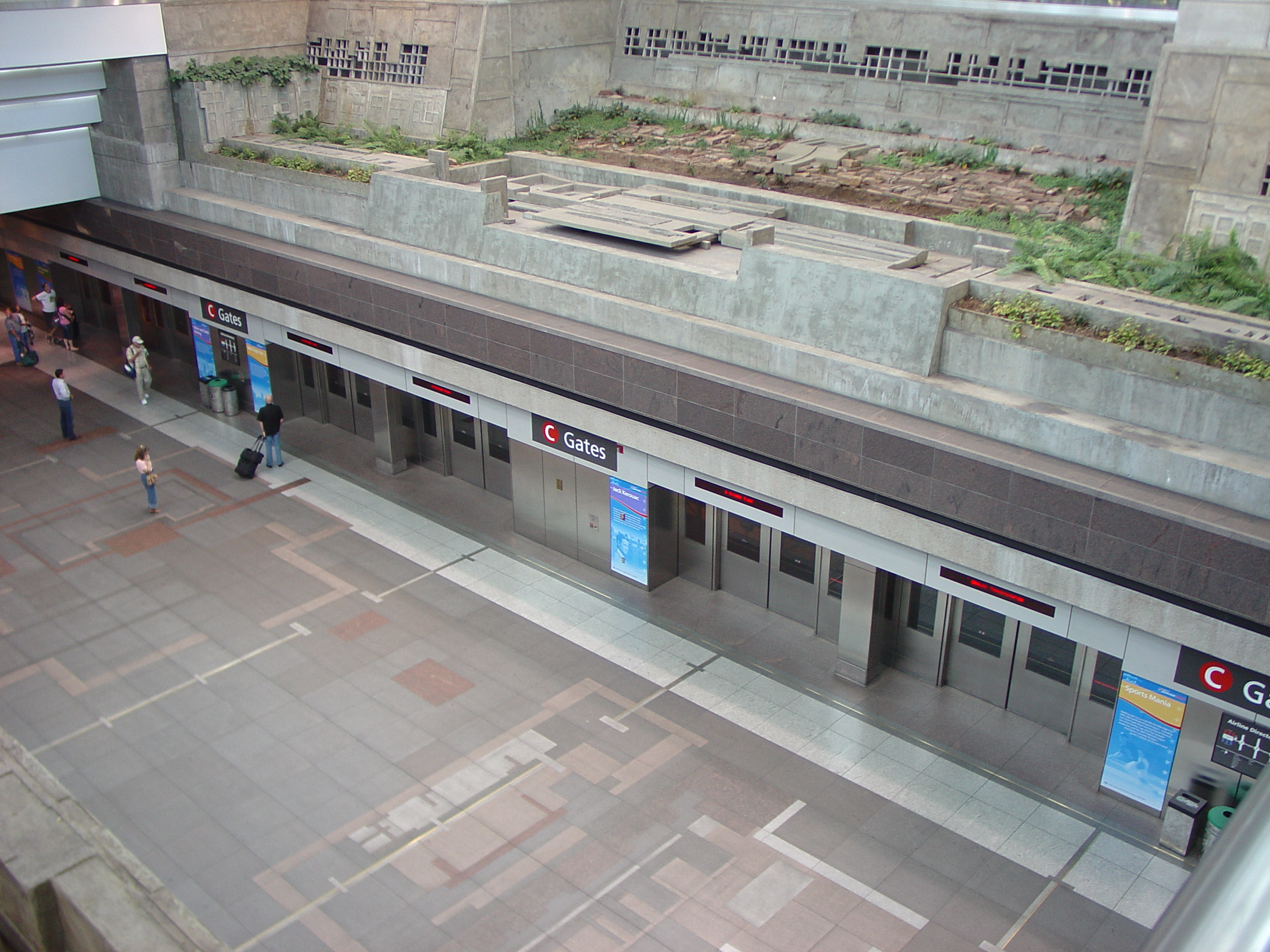
Vista aérea de la estación de tren de la Sala C.

La Sala C tiene 27 Puertas: C23-C49. Southwest Airlines es el ocupante principal de la Sala C, con únicamente otra aerolínea, Alaska Airlines, que utiliza una puerta (C39). Una reciente expansión añadió cinco nuevas puertas (C23-27) al extremo oeste de la sala. La expansión, que se completó en septiembre de 2014 a un costo de $46 millones de dólares, permitió a Southwest consolidar todas sus operaciones en la Sala C (antes de la expansión Southwest usaba dos puertas de la Sala A, que había heredado de su fusión con AirTran Airways).

#### Salas D y E
El aeropuerto ha reservado espacio para otras dos salas que serán construidas junto a la Sala C para futuras expansiones. La Sala D puede construirse sin tener que mover ninguna estructura existente. Sin embargo, el sistema de trenes subterráneos tendría que ser extendido. La Sala E requeriría mover un hangar de United Airlines. Sin embargo, antes de comenzar la construcción de las Salas D y E, las Salas A, B y C pueden ser extendidas en ambas direcciones.

## Aerolíneas y destinos
Nota: Todas las llegadas internacionales a excepción de vuelos desde ciudades con predespacho de aduana se manejan en la Sala A, independientemente de la terminal de salida de la lista.
El AID sirve 220 destinos, incluyendo 26 ciudades internacionales en 13 países. El AID es el mayor centro de Frontier Airlines y el cuarto más grande de centro de conexiones de United Airlines. Southwest Airlines continúa creciendo rápidamente en el aeropuerto y el aeropuerto es la cuarta base más grande de la línea aérea. Estas operaciones combinadas de las compañías aéreas constituyen aproximadamente el 85% del tráfico total de pasajeros en DEN en diciembre de 2014, respectivamente.

### Pasajeros
| Aerolíneas               | Destinos | Sala |
| ------------------------ | --- | ---- |
| Aer Lingus               | Estacional: Dublín | A    |
| Aeroméxico               | Ciudad de México Estacional: Guadalajara, Monterrey | A    |
| Air Canada               | Montreal–Trudeau, Toronto–Pearson, Vancouver | A    |
| Air Canada Express       | Vancouver | A    |
| Air France               | París–Charles de Gaulle | A    |
| Alaska Airlines          | Portland (OR), San Diego (inicia el 4 de octubre de 2025), Seattle/Tacoma Estacional: Anchorage | C    |
| Allegiant Air            | Allentown, Appleton, Asheville, Idaho Falls, Stockton Estacional: Cincinnati, Knoxville, Peoria | A    |
| American Airlines        | Charlotte, Chicago–O'Hare, Dallas/Fort Worth, Filadelfia, Miami, Phoenix–Sky Harbor | A    |
| American Eagle           | Los Ángeles, Phoenix–Sky Harbor Estacional: Dallas/Fort Worth | A    |
| Breeze Airways           | Estacional: Providence | A    |
| British Airways          | Londres–Heathrow | A    |
| Cayman Airways           | Estacional: Gran Caimán | A    |
| Contour Airlines         | Moab, Vernal Estacional: Page, Taos | C    |
| Copa Airlines            | Ciudad de Panamá–Tocumen | A    |
| Delta Air Lines          | Atlanta, Boston, Detroit, Los Ángeles, Mineápolis/St. Paul, Nueva York–JFK, Nueva York–LaGuardia, Salt Lake City, Seattle/Tacoma | A    |
| Denver Air Connection    | Alamosa, Alliance, Chadron (inicia el 1 de septiembre de 2025) Clovis (NM), Cortez, McCook, Pueblo, Telluride (CO) | A    |
| Edelweiss Air            | Estacional: Zúrich | A    |
| Frontier Airlines        | Atlanta, Austin, Boise, Burbank, Cancún, Cedar Rapids/Iowa City, Charlotte, Chicago–Midway, Chicago-O'Hare, Cincinnati, Cleveland, Corpus Christi (inicia el 9 de octubre de 2025), Dallas/Fort Worth, Des Moines, Detroit, El Paso, Everett, Fargo, Fayetteville/Bentonville, Filadelfia, Houston–Hobby, Houston–Intercontinental, Indianápolis, Kansas City, Knoxville, Las Vegas, Little Rock, Los Ángeles, Madison, Memphis, Miami, Milwaukee, Mineápolis/St. Paul, Missoula, Nashville, Nueva Orleans, Nueva York–JFK (inicia el 8 de octubre de 2025), Nueva York–LaGuardia, Oklahoma City, Omaha, Ontario, Orange County, Orlando, Pensacola, Phoenix–Sky Harbor, Portland (OR), Raleigh/Durham, Reno/Tahoe, Richmond (inicia el 19 de octubre de 2025), Sacramento, Salt Lake City, San Antonio, San Diego, San Francisco, San José (CA), San Luis, Savannah, Seattle/Tacoma, Sioux Falls, Spokane, Tampa, Tucson, Tulsa (reinicia el 12 de octubre de 2025), Washington–National Estacional: Baltimore, Bloomington/Normal, Búfalo, Columbus–Glenn, Fort Myers, Jacksonville (FL), Palm Springs, Pittsburgh, Puerto Vallarta, San José del Cabo | A    |
| Icelandair               | Reikiavik–Keflavík | A    |
| JetBlue Airways          | Boston, Nueva York–JFK | A    |
| Lufthansa                | Fráncfort, Múnich | A    |
| Southern Airways Express | Chadron (finaliza el 31 de agosto de 2025) | A    |
| Southwest Airlines       | Albany, Albuquerque, Atlanta, Austin, Baltimore, Birmingham (AL), Boise, Boston, Bozeman, Búfalo, Burbank, Cancún, Charlotte, Chicago–Midway, Chicago–O'Hare, Cincinnati, Cleveland, Colorado Springs, Columbus–Glenn, Dallas-Love, Des Moines, Detroit, El Paso, Eugene, Filadelfia, Fort Lauderdale, Fresno, Grand Rapids, Hartford, Hayden/Steamboat Springs, Houston–Hobby, Indianápolis, Jacksonville (FL), Kansas City, Las Vegas, Little Rock, Long Beach, Los Ángeles, Louisville, Lubbock, Memphis, Miami, Midland/Odessa, Milwaukee, Mineápolis/St. Paul, Montrose, Nashville, Norfolk, Nueva Orleans, Nueva York–LaGuardia, Oakland, Oklahoma City, Omaha, Ontario, Orange County, Orlando, Palm Springs, Phoenix–Sky Harbor, Pittsburgh, Portland (OR), Providence, Puerto Vallarta, Raleigh/Durham, Reno/Tahoe, Richmond, Sacramento, Salt Lake City, San Antonio, San Diego, San Francisco, San José (CA), San José del Cabo, San Luis, Santa Bárbara, Seattle/Tacoma, Spokane, Tampa, Tucson, Tulsa, Washington–Dulles, Wichita Estacional: Charleston (SC), Ciudad de Belice, Fort Myers, Greenville/Spartanburg, Liberia (CR), Myrtle Beach, Panama City (FL), Pensacola, San José (CR), Sarasota, Savannah | C    |
| Sun Country Airlines     | Mineápolis/St. Paul | A    |
| Turkish Airlines         | Estambul | A    |
| United Airlines          | Albuquerque, Anchorage, Atlanta, Austin, Baltimore, Billings, Boise, Boston, Bozeman, Burbank, Búfalo, Calgary, Cancún, Cedar Rapids/Iowa City, Charleston (SC), Charlotte, Chicago–O'Hare, Cincinnati, Cleveland, Colorado Springs, Columbus–Glenn, Dallas/Fort Worth, Des Moines, Detroit, Durango (CO), Eagle/Vail, Edmonton, El Paso, Eugene, Fargo, Fayetteville/Bentonville, Filadelfia, Fort Lauderdale, Fort Myers, Fráncfort, Fresno, Glacier Park/Kalispell, Grand Rapids, Grand Junction, Hartford, Hayden/Steamboat Springs, Honolulu, Houston–Intercontinental, Indianápolis, Jackson Hole, Jacksonville (FL), Kahului, Kailua-Kona, Kansas City, Knoxville, Las Vegas, Lihue, Londres-Heathrow, Los Ángeles, Louisville, Madison, Medford, Memphis, Miami, Milwaukee, Mineápolis/St. Paul, Missoula, Montego Bay, Montrose, Múnich, Nashville, Newark, Norfolk, Nueva Orleans, Nueva York–LaGuardia, Oklahoma City, Omaha, Ontario, Orange County, Orlando, Palm Springs, Panama City (FL), Pensacola, Phoenix–Sky Harbor, Pittsburgh, Portland (OR), Puerto Vallarta, Punta Cana (inicia el 26 de octubre de 2025), Raleigh/Durham, Rapid City, Redmond/Bend, Reno/Tahoe, Richmond, Sacramento, Salt Lake City, San Antonio, San Diego, San Francisco, San José (CA), San José del Cabo, San Juan, San Luis, Santa Bárbara, Savannah, Seattle/Tacoma, Sioux Falls, Siracusa, Spokane, Tampa, Tokio–Narita, Toronto–Pearson, Vancouver, Washington–Dulles, Washington–National, Wichita Estacional: Burlington (VT), Ciudad de Belice, Ciudad de México (reinicia el 26 de octubre de 2025), Cozumel, Dayton, Fairbanks, Great Falls, Liberia (CR), Myrtle Beach, Nasáu, Oklahoma City (inicia el 2 de septiembre de 2025), Portland (ME), Roatán, Roma–Fuimicino, San José (CR), Sarasota, Traverse City, Tri-Cities (WA), Tucson, Tulsa, West Palm Beach | B    |
| United Express           | Albuquerque, Amarillo, Appleton, Asheville, Aspen, Bakersfield, Billings, Birmingham (AL), Bismarck, Boise, Bozeman, Casper, Cheyenne, Cody, Colorado Springs, Columbia (MO) (reinicia el 25 de septiemrbe de 2025), Dayton, Des Moines, Devils Lake, Dickinson, Dodge City, Durango (CO), Eagle/Vail, El Paso, Eureka, Fargo, Farmington, Fayetteville/Bentonville, Fresno, Gillette, Glacier Park/Kalispell, Grand Junction, Greensboro, Greenville/Spartanburg, Gunnison/Crested Butte, Hayden/Steamboat Springs, Hays, Helena, Hobbs, Huntsville, Idaho Falls, Jackson Hole, Jamestown (ND), Joplin, Kansas City, Kearney, Knoxville, Laramie, Lexington, Liberal, Lincoln, Little Rock, Lubbock, Midland/Odessa, Milwaukee, Minot, Missoula, Moline/Quad Cities, Monterey, Montrose, North Platte, Oklahoma City, Palm Springs, Panama City (FL), Peoria, Pierre, Prescott, Rapid City, Redding, Regina, Riverton, Rock Springs, Salina, Salt Lake City, San Luis Obispo, Santa Fe, Scottsbluff, Sheridan (WY), Shreveport, Sioux City, Sioux Falls, Springfield/Branson, St. George (UT), Sun Valley, Tri-Cities (WA), Tucson, Tulsa, Watertown (SD), Wichita, Williston (ND), Winnipeg Estacional: Bishop, Eugene, Great Falls, Harlingen, Medford, Mineápolis/St. Paul, North Bend/Coos Bay, Omaha, Santa Bárbara, Spokane, Traverse City, West Yellowstone, Wilmington (NC) | B    |
| Viva                     | Ciudad de México–AIFA (inicia el 20 de noviembre de 2025), Monterrey | A    |
| Volaris                  | Chihuahua, Ciudad de México, Guadalajara, Zacatecas (inicia el 2 de noviembre de 2025) | A    |
| WestJet                  | Estacional: Calgary | A    |

### Carga
| Aerolíneas         | Destinos |
| ------------------ | --- |
| AirNet Express     | Columbus-Rickenbacker |
| Alpine Air Express | Colorado Springs, Cheyenne, Gunnison, Hayden, Salida |
| Amazon Air         | Cincinnati, Ontario, Wilmington (NC) |
| Bemidji Airlines   | Colby, Goodland, McCook, North Platte, Sídney (NE), Trinidad (CO)                                                                                          |
| DHL Aviation       | Cincinnati, Reno/Tahoe, Salt Lake City |
| FedEx Express      | Billings, Fort Worth/Alliance, Fresno, Indianápolis, Los Ángeles, Memphis, Oakland, Phoenix-Sky Harbor, San José (CA) Estacional: Houston–Intercontinental |
| UPS Airlines       | Billings, Burbank, Chicago/Rockford, Everett, Louisville, Ontario, Reno/Tahoe, Salt Lake City, Seattle-Boeing                                              |

### Destinos nacionales
Se brinda servicio a 195 ciudades dentro del país a cargo de 14 aerolíneas.
| Destinos nacionales del Aeropuerto de Denver DEN ALS ALB ABE ABQ AIA AMA ANC ATW AVL ASE ATL AUS BFL BWI BIL BHM BIS BMI BOI BOS BUF BZN BUR BTV CPR CID CDR CLT CHS CYS ORD MDW CVG CLE CVN COD COS COU CMH CEZ CRP DFW DAL DAY DSM DTW DVL DIK DDC DRO EGE ELP EUG PAE ACV FAR XNA FAI FMN PHL FLL RSW FAT GCC GJT GRR GTF GUC BDL HDN GSP GSO HRL HYS HLN HOB HNL IAH HOU HSV IDA IND JAC JAX JMS JLN OGG FCA MCI EAR TYS KOA LAR LAS LEX LBL LIH LNK LIT LGB LAX SDF LBB MSN BIH MCK MFR MEM MIA MAF MKE MSP MOT MSO CNY MRY MYR MLI MTJ BNA EWR ORF LBF OTH MSY LGA JFK OAK OKC OMA ONT SNA MCO PGA PSP ECP PNS PIA PHX PIR PIT PWM PDX PRC PVD PUB RDU RDD RAP RDM RNO RIC RIW RKS SMF SLC SLN SAT SAN SFO SJC STL SBP SBA SAF SRQ SAV BFF SEA SHR SHV SUX FSD GEG SGF SGU SCK SUN SYR TPA TSM TEX TVC PSC TUS TUL VEL DCA IAD ATY WYS PBI ICT ILM ISN | Destinos nacionales del Aeropuerto de Denver DEN ALS ALB ABE ABQ AIA AMA ANC ATW AVL ASE ATL AUS BFL BWI BIL BHM BIS BMI BOI BOS BUF BZN BUR BTV CPR CID CDR CLT CHS CYS ORD MDW CVG CLE CVN COD COS COU CMH CEZ CRP DFW DAL DAY DSM DTW DVL DIK DDC DRO EGE ELP EUG PAE ACV FAR XNA FAI FMN PHL FLL RSW FAT GCC GJT GRR GTF GUC BDL HDN GSP GSO HRL HYS HLN HOB HNL IAH HOU HSV IDA IND JAC JAX JMS JLN OGG FCA MCI EAR TYS KOA LAR LAS LEX LBL LIH LNK LIT LGB LAX SDF LBB MSN BIH MCK MFR MEM MIA MAF MKE MSP MOT MSO CNY MRY MYR MLI MTJ BNA EWR ORF LBF OTH MSY LGA JFK OAK OKC OMA ONT SNA MCO PGA PSP ECP PNS PIA PHX PIR PIT PWM PDX PRC PVD PUB RDU RDD RAP RDM RNO RIC RIW RKS SMF SLC SLN SAT SAN SFO SJC STL SBP SBA SAF SRQ SAV BFF SEA SHR SHV SUX FSD GEG SGF SGU SCK SUN SYR TPA TSM TEX TVC PSC TUS TUL VEL DCA IAD ATY WYS PBI ICT ILM ISN | Destinos nacionales del Aeropuerto de Denver DEN ALS ALB ABE ABQ AIA AMA ANC ATW AVL ASE ATL AUS BFL BWI BIL BHM BIS BMI BOI BOS BUF BZN BUR BTV CPR CID CDR CLT CHS CYS ORD MDW CVG CLE CVN COD COS COU CMH CEZ CRP DFW DAL DAY DSM DTW DVL DIK DDC DRO EGE ELP EUG PAE ACV FAR XNA FAI FMN PHL FLL RSW FAT GCC GJT GRR GTF GUC BDL HDN GSP GSO HRL HYS HLN HOB HNL IAH HOU HSV IDA IND JAC JAX JMS JLN OGG FCA MCI EAR TYS KOA LAR LAS LEX LBL LIH LNK LIT LGB LAX SDF LBB MSN BIH MCK MFR MEM MIA MAF MKE MSP MOT MSO CNY MRY MYR MLI MTJ BNA EWR ORF LBF OTH MSY LGA JFK OAK OKC OMA ONT SNA MCO PGA PSP ECP PNS PIA PHX PIR PIT PWM PDX PRC PVD PUB RDU RDD RAP RDM RNO RIC RIW RKS SMF SLC SLN SAT SAN SFO SJC STL SBP SBA SAF SRQ SAV BFF SEA SHR SHV SUX FSD GEG SGF SGU SCK SUN SYR TPA TSM TEX TVC PSC TUS TUL VEL DCA IAD ATY WYS PBI ICT ILM ISN | Destinos nacionales del Aeropuerto de Denver DEN ALS ALB ABE ABQ AIA AMA ANC ATW AVL ASE ATL AUS BFL BWI BIL BHM BIS BMI BOI BOS BUF BZN BUR BTV CPR CID CDR CLT CHS CYS ORD MDW CVG CLE CVN COD COS COU CMH CEZ CRP DFW DAL DAY DSM DTW DVL DIK DDC DRO EGE ELP EUG PAE ACV FAR XNA FAI FMN PHL FLL RSW FAT GCC GJT GRR GTF GUC BDL HDN GSP GSO HRL HYS HLN HOB HNL IAH HOU HSV IDA IND JAC JAX JMS JLN OGG FCA MCI EAR TYS KOA LAR LAS LEX LBL LIH LNK LIT LGB LAX SDF LBB MSN BIH MCK MFR MEM MIA MAF MKE MSP MOT MSO CNY MRY MYR MLI MTJ BNA EWR ORF LBF OTH MSY LGA JFK OAK OKC OMA ONT SNA MCO PGA PSP ECP PNS PIA PHX PIR PIT PWM PDX PRC PVD PUB RDU RDD RAP RDM RNO RIC RIW RKS SMF SLC SLN SAT SAN SFO SJC STL SBP SBA SAF SRQ SAV BFF SEA SHR SHV SUX FSD GEG SGF SGU SCK SUN SYR TPA TSM TEX TVC PSC TUS TUL VEL DCA IAD ATY WYS PBI ICT ILM ISN | Destinos nacionales del Aeropuerto de Denver DEN ALS ALB ABE ABQ AIA AMA ANC ATW AVL ASE ATL AUS BFL BWI BIL BHM BIS BMI BOI BOS BUF BZN BUR BTV CPR CID CDR CLT CHS CYS ORD MDW CVG CLE CVN COD COS COU CMH CEZ CRP DFW DAL DAY DSM DTW DVL DIK DDC DRO EGE ELP EUG PAE ACV FAR XNA FAI FMN PHL FLL RSW FAT GCC GJT GRR GTF GUC BDL HDN GSP GSO HRL HYS HLN HOB HNL IAH HOU HSV IDA IND JAC JAX JMS JLN OGG FCA MCI EAR TYS KOA LAR LAS LEX LBL LIH LNK LIT LGB LAX SDF LBB MSN BIH MCK MFR MEM MIA MAF MKE MSP MOT MSO CNY MRY MYR MLI MTJ BNA EWR ORF LBF OTH MSY LGA JFK OAK OKC OMA ONT SNA MCO PGA PSP ECP PNS PIA PHX PIR PIT PWM PDX PRC PVD PUB RDU RDD RAP RDM RNO RIC RIW RKS SMF SLC SLN SAT SAN SFO SJC STL SBP SBA SAF SRQ SAV BFF SEA SHR SHV SUX FSD GEG SGF SGU SCK SUN SYR TPA TSM TEX TVC PSC TUS TUL VEL DCA IAD ATY WYS PBI ICT ILM ISN | Destinos nacionales del Aeropuerto de Denver DEN ALS ALB ABE ABQ AIA AMA ANC ATW AVL ASE ATL AUS BFL BWI BIL BHM BIS BMI BOI BOS BUF BZN BUR BTV CPR CID CDR CLT CHS CYS ORD MDW CVG CLE CVN COD COS COU CMH CEZ CRP DFW DAL DAY DSM DTW DVL DIK DDC DRO EGE ELP EUG PAE ACV FAR XNA FAI FMN PHL FLL RSW FAT GCC GJT GRR GTF GUC BDL HDN GSP GSO HRL HYS HLN HOB HNL IAH HOU HSV IDA IND JAC JAX JMS JLN OGG FCA MCI EAR TYS KOA LAR LAS LEX LBL LIH LNK LIT LGB LAX SDF LBB MSN BIH MCK MFR MEM MIA MAF MKE MSP MOT MSO CNY MRY MYR MLI MTJ BNA EWR ORF LBF OTH MSY LGA JFK OAK OKC OMA ONT SNA MCO PGA PSP ECP PNS PIA PHX PIR PIT PWM PDX PRC PVD PUB RDU RDD RAP RDM RNO RIC RIW RKS SMF SLC SLN SAT SAN SFO SJC STL SBP SBA SAF SRQ SAV BFF SEA SHR SHV SUX FSD GEG SGF SGU SCK SUN SYR TPA TSM TEX TVC PSC TUS TUL VEL DCA IAD ATY WYS PBI ICT ILM ISN | Destinos nacionales del Aeropuerto de Denver DEN ALS ALB ABE ABQ AIA AMA ANC ATW AVL ASE ATL AUS BFL BWI BIL BHM BIS BMI BOI BOS BUF BZN BUR BTV CPR CID CDR CLT CHS CYS ORD MDW CVG CLE CVN COD COS COU CMH CEZ CRP DFW DAL DAY DSM DTW DVL DIK DDC DRO EGE ELP EUG PAE ACV FAR XNA FAI FMN PHL FLL RSW FAT GCC GJT GRR GTF GUC BDL HDN GSP GSO HRL HYS HLN HOB HNL IAH HOU HSV IDA IND JAC JAX JMS JLN OGG FCA MCI EAR TYS KOA LAR LAS LEX LBL LIH LNK LIT LGB LAX SDF LBB MSN BIH MCK MFR MEM MIA MAF MKE MSP MOT MSO CNY MRY MYR MLI MTJ BNA EWR ORF LBF OTH MSY LGA JFK OAK OKC OMA ONT SNA MCO PGA PSP ECP PNS PIA PHX PIR PIT PWM PDX PRC PVD PUB RDU RDD RAP RDM RNO RIC RIW RKS SMF SLC SLN SAT SAN SFO SJC STL SBP SBA SAF SRQ SAV BFF SEA SHR SHV SUX FSD GEG SGF SGU SCK SUN SYR TPA TSM TEX TVC PSC TUS TUL VEL DCA IAD ATY WYS PBI ICT ILM ISN | Destinos nacionales del Aeropuerto de Denver DEN ALS ALB ABE ABQ AIA AMA ANC ATW AVL ASE ATL AUS BFL BWI BIL BHM BIS BMI BOI BOS BUF BZN BUR BTV CPR CID CDR CLT CHS CYS ORD MDW CVG CLE CVN COD COS COU CMH CEZ CRP DFW DAL DAY DSM DTW DVL DIK DDC DRO EGE ELP EUG PAE ACV FAR XNA FAI FMN PHL FLL RSW FAT GCC GJT GRR GTF GUC BDL HDN GSP GSO HRL HYS HLN HOB HNL IAH HOU HSV IDA IND JAC JAX JMS JLN OGG FCA MCI EAR TYS KOA LAR LAS LEX LBL LIH LNK LIT LGB LAX SDF LBB MSN BIH MCK MFR MEM MIA MAF MKE MSP MOT MSO CNY MRY MYR MLI MTJ BNA EWR ORF LBF OTH MSY LGA JFK OAK OKC OMA ONT SNA MCO PGA PSP ECP PNS PIA PHX PIR PIT PWM PDX PRC PVD PUB RDU RDD RAP RDM RNO RIC RIW RKS SMF SLC SLN SAT SAN SFO SJC STL SBP SBA SAF SRQ SAV BFF SEA SHR SHV SUX FSD GEG SGF SGU SCK SUN SYR TPA TSM TEX TVC PSC TUS TUL VEL DCA IAD ATY WYS PBI ICT ILM ISN | Destinos nacionales del Aeropuerto de Denver DEN ALS ALB ABE ABQ AIA AMA ANC ATW AVL ASE ATL AUS BFL BWI BIL BHM BIS BMI BOI BOS BUF BZN BUR BTV CPR CID CDR CLT CHS CYS ORD MDW CVG CLE CVN COD COS COU CMH CEZ CRP DFW DAL DAY DSM DTW DVL DIK DDC DRO EGE ELP EUG PAE ACV FAR XNA FAI FMN PHL FLL RSW FAT GCC GJT GRR GTF GUC BDL HDN GSP GSO HRL HYS HLN HOB HNL IAH HOU HSV IDA IND JAC JAX JMS JLN OGG FCA MCI EAR TYS KOA LAR LAS LEX LBL LIH LNK LIT LGB LAX SDF LBB MSN BIH MCK MFR MEM MIA MAF MKE MSP MOT MSO CNY MRY MYR MLI MTJ BNA EWR ORF LBF OTH MSY LGA JFK OAK OKC OMA ONT SNA MCO PGA PSP ECP PNS PIA PHX PIR PIT PWM PDX PRC PVD PUB RDU RDD RAP RDM RNO RIC RIW RKS SMF SLC SLN SAT SAN SFO SJC STL SBP SBA SAF SRQ SAV BFF SEA SHR SHV SUX FSD GEG SGF SGU SCK SUN SYR TPA TSM TEX TVC PSC TUS TUL VEL DCA IAD ATY WYS PBI ICT ILM ISN | Destinos nacionales del Aeropuerto de Denver DEN ALS ALB ABE ABQ AIA AMA ANC ATW AVL ASE ATL AUS BFL BWI BIL BHM BIS BMI BOI BOS BUF BZN BUR BTV CPR CID CDR CLT CHS CYS ORD MDW CVG CLE CVN COD COS COU CMH CEZ CRP DFW DAL DAY DSM DTW DVL DIK DDC DRO EGE ELP EUG PAE ACV FAR XNA FAI FMN PHL FLL RSW FAT GCC GJT GRR GTF GUC BDL HDN GSP GSO HRL HYS HLN HOB HNL IAH HOU HSV IDA IND JAC JAX JMS JLN OGG FCA MCI EAR TYS KOA LAR LAS LEX LBL LIH LNK LIT LGB LAX SDF LBB MSN BIH MCK MFR MEM MIA MAF MKE MSP MOT MSO CNY MRY MYR MLI MTJ BNA EWR ORF LBF OTH MSY LGA JFK OAK OKC OMA ONT SNA MCO PGA PSP ECP PNS PIA PHX PIR PIT PWM PDX PRC PVD PUB RDU RDD RAP RDM RNO RIC RIW RKS SMF SLC SLN SAT SAN SFO SJC STL SBP SBA SAF SRQ SAV BFF SEA SHR SHV SUX FSD GEG SGF SGU SCK SUN SYR TPA TSM TEX TVC PSC TUS TUL VEL DCA IAD ATY WYS PBI ICT ILM ISN |
| Destinos | United Airlines | Southwest Airlines | Frontier Airlines | Delta Air Lines | Allegiant Air | American Airlines | Otra | # | |
| --- | --- | --- | --- | --- | --- | --- | --- | --- | --- |
| Alamosa (ALS) | | | | | | | Denver Air Connection | 1 | |
| Albany (ALB) | | • | | | | | | 1 | |
| Albuquerque (ABQ) | • | • | | | | | | 2 | |
| Allentown (ABE) | | | | | • | | | 1 | |
| Alliance (AIA) | | | | | | | Denver Air Connection | 1 | |
| Amarillo (AMA) | • | | | | | | | 1 | |
| Anchorage (ANC) | • | | | | | | Alaska Airlines | 2 | |
| Appleton (ATW) | • | | | | • | | | 2 | |
| Asheville (AVL) | • | | | | • | | | 2 | |
| Aspen (ASE) | • | | | | | | | 1 | |
| Atlanta (ATL) | • | • | • | • | | | | 4 | |
| Austin (AUS) | • | • | • | | | | | 3 | |
| Bakersfield (BFL) | • | | | | | | | 1 | |
| Baltimore (BWI) | • | • | • | | | | | 3 | |
| Billings (BIL) | • | | | | | | | 1 | |
| Birmingham (BHM) | • | • | | | | | | 2 | |
| Bishop (BIH) | • | | | | | | | 1 | |
| Bismarck (BIS) | • | | | | | | | 1 | |
| Bloomington (BMI) | | | • | | | | | 1 | |
| Boise (BOI) | • | • | • | | | | | 3 | |
| Boston (BOS) | • | • | | • | | | JetBlue Airways | 4 | |
| Bozeman (BZN) | • | • | | | | | | 2 | |
| Búfalo (BUF) | • | • | • | | | | | 3 | |
| Burbank (BUR) | • | • | • | | | | | 3 | |
| Burlington (BTV) | • | | | | | | | 1 | |
| Casper (CPR) | • | | | | | | | 1 | |
| Cedar Rapids (CID) | • | | • | | | | | 2 | |
| Chadron (CDR) | | | | | | | Denver Air Connection / Southern Airways Express | 2 | |
| Charleston (CHS) | • | • | | | | | | 2 | |
| Charlotte (CLT) | • | • | • | | | • | | 4 | |
| Cheyenne (CYS) | • | | | | | | | 1 | |
| Chicago (ORD) | • | • | • | | | • | | 4 | |
| Chicago (MDW) | | • | • | | | | | 2 | |
| Cincinnati (CVG) | • | • | • | | • | | | 4 | |
| Cleveland (CLE) | • | • | • | | | | | 3 | |
| Clovis (CVN) | | | | | | | Denver Air Connection | 1 | |
| Cody (COD) | • | | | | | | | 1 | |
| Colorado Springs (COS) | • | • | | | | | | 2 | |
| Columbia (COU) | • | | | | | | | 1 | |
| Columbus (CMH) | • | • | • | | | | | 3 | |
| Corpus Christi (CRP) | | | • | | | | | 1 | |
| Cortez (CEZ) | | | | | | | Denver Air Connection | 1 | |
| Dallas (DFW) | • | | • | | | • | | 3 | |
| Dallas (DAL) | | • | | | | | | 1 | |
| Dayton (DAY) | • | | | | | | | 1 | |
| Des Moines (DSM) | • | • | • | | | | | 3 | |
| Detroit (DTW) | • | • | • | • | | | | 4 | |
| Devils Lake (DVL) | • | | | | | | | 1 | |
| Dickinson (DIK) | • | | | | | | | 1 | |
| Dodge City (DDC) | • | | | | | | | 1 | |
| Durango (DRO) | • | | | | | | | 1 | |
| Eagle (EGE) | • | | | | | | | 1 | |
| El Paso (ELP) | • | | • | | | | | 2 | |
| Eugene (EUG) | • | • | | | | | | 2 | |
| Eureka (ACV) | • | | | | | | | 1 | |
| Everett (PAE) | | | • | | | | | 1 | |
| Fairbanks (FAI) | • | | | | | | | 1 | |
| Fargo (FAR) | • | | • | | | | | 2 | |
| Farmington (FMN) | • | | | | | | | 1 | |
| Fayetteville (XNA) | • | | • | | | | | 2 | |
| Filadelfia (PHL) | • | • | • | | | • | | 4 | |
| Fort Lauderdale (FLL) | • | • | | | | | | 2 | |
| Fort Myers (RSW) | • | • | • | | | | | 3 | |
| Fresno (FAT) | • | • | | | | | | 2 | |
| Gillette (GCC) | • | | | | | | | 1 | |
| Glacier Park (FCA) | • | | | | | | | 1 | |
| Grand Junction (GJT) | • | | | | | | | 1 | |
| Grand Rapids (GRR) | • | • | | | | | | 2 | |
| Great Falls (GTF) | • | | | | | | | 1 | |
| Greenville (GSP) | • | • | | | | | | 2 | |
| Greensboro (GSO) | • | | | | | | | 1 | |
| Gunnison (GUC) | • | | | | | | | 1 | |
| Harlingen (HRL) | • | | | | | | | 1 | |
| Hartford (BDL) | • | • | | | | | | 2 | |
| Hayden (HDN) | • | • | | | | | | 2 | |
| Hays (HYS) | • | | | | | | | 1 | |
| Helena (HLN) | • | | | | | | | 1 | |
| Hobbs (HOB) | • | | | | | | | 1 | |
| Honolulu (HNL) | • | | | | | | | 1 | |
| Houston (IAH) | • | | • | | | | | 2 | |
| Houston (HOU) | | • | • | | | | | 2 | |
| Huntsville (HSV) | • | | | | | | | 1 | |
| Idaho Falls (IDA) | • | | | | • | | | 2 | |
| Indianápolis (IND) | • | • | • | | | | | 3 | |
| Jackson Hole (JAC) | • | | | | | | | 1 | |
| Jacksonville (JAX) | • | • | • | | | | | 3 | |
| Jamestown (JMS) | • | | | | | | | 1 | |
| Joplin (JLN) | • | | | | | | | 1 | |
| Kahului (OGG) | • | | | | | | | 1 | |
| Kansas City (MCI) | • | • | • | | | | | 3 | |
| Kearney (EAR) | • | | | | | | | 1 | |
| Knoxville (TYS) | • | | • | | • | | | 3 | |
| Kailua (KOA) | • | | | | | | | 1 | |
| Laramie (LAR) | • | | | | | | | 1 | |
| Las Vegas (LAS) | • | • | • | | | | | 3 | |
| Lexington (LEX) | • | | | | | | | 1 | |
| Liberal (LBL) | • | | | | | | | 1 | |
| Lihue (LIH) | • | | | | | | | 1 | |
| Lincoln (LNK) | • | | | | | | | 1 | |
| Little Rock (LIT) | • | • | • | | | | | 3 | |
| Long Beach (LGB) | | • | | | | | | 1 | |
| Los Ángeles (LAX) | • | • | • | • | | • | | 5 | |
| Louisville (SDF) | • | • | | | | | | 2 | |
| Lubbock (LBB) | • | • | | | | | | 2 | |
| Madison (MSN) | • | | • | | | | | 2 | |
| McCook (MCK) | | | | | | | Denver Air Connection | 1 | |
| Medford (MFR) | • | | | | | | | 1 | |
| Memphis (MEM) | • | • | • | | | | | 3 | |
| Miami (MIA) | • | • | • | | | • | | 4 | |
| Midland (MAF) | • | • | | | | | | 2 | |
| Milwakee (MKE) | • | • | • | | | | | 3 | |
| Mineápolis (MSP) | • | • | • | • | | | Sun Country Airlines | 5 | |
| Minot (MOT) | • | | | | | | | 1 | |
| Missoula (MSO) | • | | • | | | | | 2 | |
| Moab (CNY) | | | | | | | Contour Airlines | 1 | |
| Moline (MLI) | • | | | | | | | 1 | |
| Monterey (MRY) | • | | | | | | | 1 | |
| Montrose (MTJ) | • | • | | | | | | 2 | |
| Myrtle Beach (MYR) | • | • | | | | | | 2 | |
| Nashville (BNA) | • | • | • | | | | | 3 | |
| Newark (EWR) | • | | | | | | | 1 | |
| Norfolk (ORF) | • | • | | | | | | 2 | |
| North Bend (OTH) | • | | | | | | | 1 | |
| North Platte (LBF) | • | | | | | | | 1 | |
| Nueva Orleans (MSY) | • | • | • | | | | | 3 | |
| Nueva York (LGA) | • | • | • | • | | | | 4 | |
| Nueva York (JFK) | | | • | • | | | JetBlue Airways | 3 | |
| Oakland (OAK) | | • | | | | | | 1 | |
| Oklahoma City (OKC) | • | • | • | | | | | 3 | |
| Omaha (OMA) | • | • | • | | | | | 3 | |
| Ontario (ONT) | • | • | • | | | | | 3 | |
| Orange County (SNA) | • | • | • | | | | | 3 | |
| Orlando (MCO) | • | • | • | | | | | 3 | |
| Page (PGA) | | | | | | | Contour Airlines | 1 | |
| Palm Springs (PSP) | • | • | • | | | | | 3 | |
| Panama City (ECP) | • | • | | | | | | 2 | |
| Pensacola (PNS) | • | • | • | | | | | 3 | |
| Peoria (PIA) | • | | | | • | | | 2 | |
| Phoenix (PHX) | • | • | • | | | • | | 4 | |
| Pierre (PIR) | • | | | | | | | 1 | |
| Pittsburgh (PIT) | • | • | • | | | | | 3 | |
| Portland (PWM) | • | | | | | | | 1 | |
| Portland (PDX) | • | • | • | | | | Alaska Airlines | 4 | |
| Prescott (PRC) | • | | | | | | | 1 | |
| Providence (PVD) | | • | | | | | Breeze Airways | 2 | |
| Pueblo (PUB) | | | | | | | Denver Air Connection | 1 | |
| Raleigh (RDU) | • | • | • | | | | | 3 | |
| Rapid City (RAP) | • | | | | | | | 1 | |
| Redding (RDD) | • | | | | | | | 1 | |
| Redmon (RDM) | • | | | | | | | 1 | |
| Reno (RNO) | • | • | • | | | | | 3 | |
| Richmond (RIC) | • | • | • | | | | | 3 | |
| Riverton (RIW) | • | | | | | | | 1 | |
| Rock Springs (RKS) | • | | | | | | | 1 | |
| Sacramento (SMF) | • | • | • | | | | | 3 | |
| Salt Lake City (SLC) | • | • | • | • | | | | 4 | |
| Salina (SLN) | • | | | | | | | 1 | |
| San Antonio (SAT) | • | • | • | | | | | 3 | |
| San Diego (SAN) | • | • | • | | | | Alaska Airlines | 4 | |
| San Francisco (SFO) | • | • | • | | | | | 3 | |
| San José (SJC) | • | • | • | | | | | 3 | |
| San Luis (STL) | • | • | • | | | | | 3 | |
| Santa Luis Obispo (SBP) | • | | | | | | | 1 | |
| Santa Bárbara (SBA) | • | • | | | | | | 2 | |
| Santa Fe (SAF) | • | | | | | | | 1 | |
| Sarasota (SRQ) | • | • | | | | | | 2 | |
| Savannah (SAV) | • | • | • | | | | | 3 | |
| Scottsbluff (BFF) | • | | | | | | | 1 | |
| Seattle (SEA) | • | • | • | • | | | Alaska Airlines | 5 | |
| Sheridan (SHR) | • | | | | | | | 1 | |
| Shreveport (SHV) | • | | | | | | | 1 | |
| Sioux City (SUX) | • | | | | | | | 1 | |
| Sioux Falls (FSD) | • | | • | | | | | 2 | |
| Siracusa (SYR) | • | | | | | | | 1 | |
| Spokane (GEG) | • | • | • | | | | | 3 | |
| Springfield (SGF) | • | | | | | | | 1 | |
| St. George (SGU) | • | | | | | | | 1 | |
| Stockton (SCK) | | | | | • | | | 1 | |
| Sun Valley (SUN) | • | | | | | | | 1 | |
| Tampa (TPA) | • | • | • | | | | | 3 | |
| Taos (TSM) | | | | | | | Contour Airlines | 1 | |
| Telluride (TEX) | | | | | | | Denver Air Connection | 1 | |
| Traverse City (TVC) | • | | | | | | | 1 | |
| Tri-Cities (PSC) | • | | | | | | | 1 | |
| Tucson (TUS) | • | • | • | | | | | 3 | |
| Tulsa (TUL) | • | • | • | | | | | 3 | |
| Vernal (VEL) | | | | | | | Contour Airlines | 1 | |
| Washington (DCA) | • | | • | | | | | 2 | |
| Washington (IAD) | • | • | | | | | | 2 | |
| Watertown (ATY) | • | | | | | | | 1 | |
| West Palm Beach (PBI) | • | | | | | | | 1 | |
| West Yellowstone (WYS) | • | | | | | | | 1 | |
| Wichita (ICT) | • | • | | | | | | 2 | |
| Williston (ISN) | • | | | | | | | 1 | |
| Wilmington (ILM) | • | | | | | | | 1 | |
| Total | 168 | 85 | 71 | 9 | 8 | 7 | 21 | 195 | |

### Destinos internacionales
Se ofrece servicio a 37 destinos internacionales (10 estacionales), a cargo de 19 aerolíneas.
| Ciudades                                                       | Nombre del aeropuerto                                      | Aerolíneas                                                                              | Sala         |              |              |
| Norteamérica                                                   | Norteamérica                                               | Norteamérica                                                                            | Norteamérica | Norteamérica | Norteamérica |
| -------------------------------------------------------------- | ---------------------------------------------------------- | --------------------------------------------------------------------------------------- | ------------ | ------------ | ------------ |
| Canadá (7 destinos [1 estacional], 5 aerolíneas)               |                                                            |                                                                                         |              |              |              |
| Calgary                                                        | Aeropuerto Internacional de Calgary                        | United Airlines (Estacional) / WestJet (Estacional)                                     | A/B          |              |              |
| Edmonton                                                       | Aeropuerto Internacional de Edmonton                       | United Airlines                                                                         | B            |              |              |
| Montreal                                                       | Aeropuerto Internacional Pierre Elliott Trudeau            | Air Canada                                                                              | A            |              |              |
| Regina                                                         | Aeropuerto Internacional de Regina                         | United Express                                                                          | B            |              |              |
| Toronto                                                        | Aeropuerto Internacional Toronto Pearson                   | Air Canada / United Airlines                                                            | A/B          |              |              |
| Vancouver                                                      | Aeropuerto Internacional de Vancouver                      | Air Canada / Air Canada Express / United Airlines                                       | A/B          |              |              |
| Winnipeg                                                       | Aeropuerto Internacional James Armstrong Richardson        | United Express                                                                          | B            |              |              |
| México (10 destinos [1 estacional], 7 aerolíneas)              |                                                            |                                                                                         |              |              |              |
| Cancún                                                         | Aeropuerto Internacional de Cancún                         | Frontier Airlines / Southwest Airlines / United Airlines                                | A/B/C        |              |              |
| Chihuahua                                                      | Aeropuerto Internacional General Roberto Fierro Villalobos | Volaris                                                                                 | A            |              |              |
| Ciudad de México                                               | Aeropuerto Internacional de la Ciudad de México            | Aeroméxico / United Airlines (Estacional) (reinicia el 26 de octubre de 2025) / Volaris | A/B          |              |              |
| Ciudad de México                                               | Aeropuerto Internacional Felipe Ángeles                    | Viva (inicia el 20 de noviembre de 2025)                                                | A            |              |              |
| Cozumel                                                        | Aeropuerto Internacional de Cozumel                        | United Airlines (Estacional)                                                            | B            |              |              |
| Guadalajara                                                    | Aeropuerto Internacional de Guadalajara                    | Aeroméxico (Estacional) / Volaris                                                       | A            |              |              |
| Monterrey                                                      | Aeropuerto Internacional de Monterrey                      | Aeroméxico (Estacional) / Viva                                                          | A            |              |              |
| Puerto Vallarta                                                | Aeropuerto Internacional de Puerto Vallarta                | Frontier Airlines (Estacional) / Southwest Airlines / United Airlines                   | A/B/C        |              |              |
| San José del Cabo                                              | Aeropuerto Internacional de Los Cabos                      | Frontier Airlines (Estacional) / Southwest Airlines / United Airlines                   | A/B/C        |              |              |
| Zacatecas                                                      | Aeropuerto Internacional de Zacatecas                      | Volaris (inicia el 2 de noviembre de 2025)                                              | A            |              |              |
| Centroamérica y El Caribe                                      |                                                            |                                                                                         |              |              |              |
| Bahamas (1 destino [estacional], 1 aerolínea)                  |                                                            |                                                                                         |              |              |              |
| Nasáu                                                          | Aeropuerto Internacional Lynden Pindling                   | United Airlines (Estacional)                                                            | B            |              |              |
| Belice (1 destino [estacional], 2 aerolíneas)                  |                                                            |                                                                                         |              |              |              |
| Ciudad de Belice                                               | Aeropuerto Internacional Philip S. W. Goldson              | Southwest Airlines (Estacional) / United Airlines (Estacional)                          | B            |              |              |
| Costa Rica (2 destinos [estacionales], 2 aerolíneas)           |                                                            |                                                                                         |              |              |              |
| Liberia                                                        | Aeropuerto de Guanacaste                                   | Southwest Airlines (Estacional) / United Airlines (Estacional)                          | B            |              |              |
| San José                                                       | Aeropuerto Internacional Juan Santamaría                   | Southwest Airlines (Estacional) / United Airlines (Estacional)                          | B            |              |              |
| Honduras (1 destino [estacional], 1 aerolínea)                 |                                                            |                                                                                         |              |              |              |
| Roatán                                                         | Aeropuerto Internacional Juan Manuel Gálvez                | United Airlines (Estacional)                                                            | B            |              |              |
| Islas Caimán (1 destino [estacional], 1 aerolínea)             |                                                            |                                                                                         |              |              |              |
| Gran Caimán                                                    | Aeropuerto Internacional Owen Roberts                      | Cayman Airways (Estacional)                                                             | A            |              |              |
| Jamaica (1 destino, 1 aerolínea)                               |                                                            |                                                                                         |              |              |              |
| Montego Bay                                                    | Aeropuerto Internacional Sir Donald Sangster               | United Airlines                                                                         | A            |              |              |
| Panamá (1 destino, 1 aerolínea)                                |                                                            |                                                                                         |              |              |              |
| Ciudad de Panamá                                               | Aeropuerto Internacional de Tocumen                        | Copa Airlines                                                                           | A            |              |              |
| Puerto Rico (1 destino, 1 aerolínea)                           |                                                            |                                                                                         |              |              |              |
| San Juan                                                       | Aeropuerto Internacional Luis Muñoz Marín                  | United Airlines                                                                         | B            |              |              |
| República Dominicana (1 destino, 1 aerolínea)                  |                                                            |                                                                                         |              |              |              |
| Punta Cana                                                     | Aeropuerto Internacional de Punta Cana                     | United Airlines (inicia el 26 de octubre de 2025)                                       | B            |              |              |
| Europa                                                         |                                                            |                                                                                         |              |              |              |
| Alemania (2 destinos, 2 aerolíneas)                            |                                                            |                                                                                         |              |              |              |
| Fráncfort                                                      | Aeropuerto de Fráncfort del Meno                           | Lufthansa / United Airlines                                                             | A/B          |              |              |
| Múnich                                                         | Aeropuerto Internacional de Múnich-Franz Josef Strauss     | Lufthansa / United Airlines                                                             | A/B          |              |              |
| Francia (1 destino, 1 aerolínea)                               |                                                            |                                                                                         |              |              |              |
| París                                                          | Aeropuerto de París-Charles de Gaulle                      | Air France                                                                              | A            |              |              |
| Irlanda (1 destino [estacional], 1 aerolínea)                  |                                                            |                                                                                         |              |              |              |
| Dublín                                                         | Aeropuerto de Dublín                                       | Aer Lingus (Estacional)                                                                 | A            |              |              |
| Islandia (1 destino, 1 aerolínea)                              |                                                            |                                                                                         |              |              |              |
| Reikiavik                                                      | Aeropuerto Internacional de Keflavík                       | Icelandair                                                                              | A            |              |              |
| Italia (1 destino [estacional], 1 aerolínea)                   |                                                            |                                                                                         |              |              |              |
| Roma                                                           | Aeropuerto de Roma-Fiumicino                               | United Airlines (Estacional)                                                            | B            |              |              |
| Reino Unido (1 destino, 2 aerolíneas)                          |                                                            |                                                                                         |              |              |              |
| Londres                                                        | Aeropuerto de Londres-Heathrow                             | British Airways / United Airlines                                                       | A/B          |              |              |
| Turquía (1 destino, 1 aerolínea)                               |                                                            |                                                                                         |              |              |              |
| Estambul                                                       | Aeropuerto de Estambul                                     | Turkish Airlines                                                                        | A            |              |              |
| Suiza (1 destino [estacional], 1 aerolínea)                    |                                                            |                                                                                         |              |              |              |
| Zúrich                                                         | Aeropuerto Internacional de Zúrich                         | Edelweiss Air (Estacional)                                                              | A            |              |              |
| Asia                                                           |                                                            |                                                                                         |              |              |              |
| Japón (1 destino, 1 aerolínea)                                 |                                                            |                                                                                         |              |              |              |
| Tokio                                                          | Aeropuerto Internacional de Narita                         | United Airlines                                                                         | B            |              |              |
| Total: 37 destinos (10 estacionales), 20 países, 19 aerolíneas |                                                            |                                                                                         |              |              |              |

## Estadísticas

### Rutas más transitadas

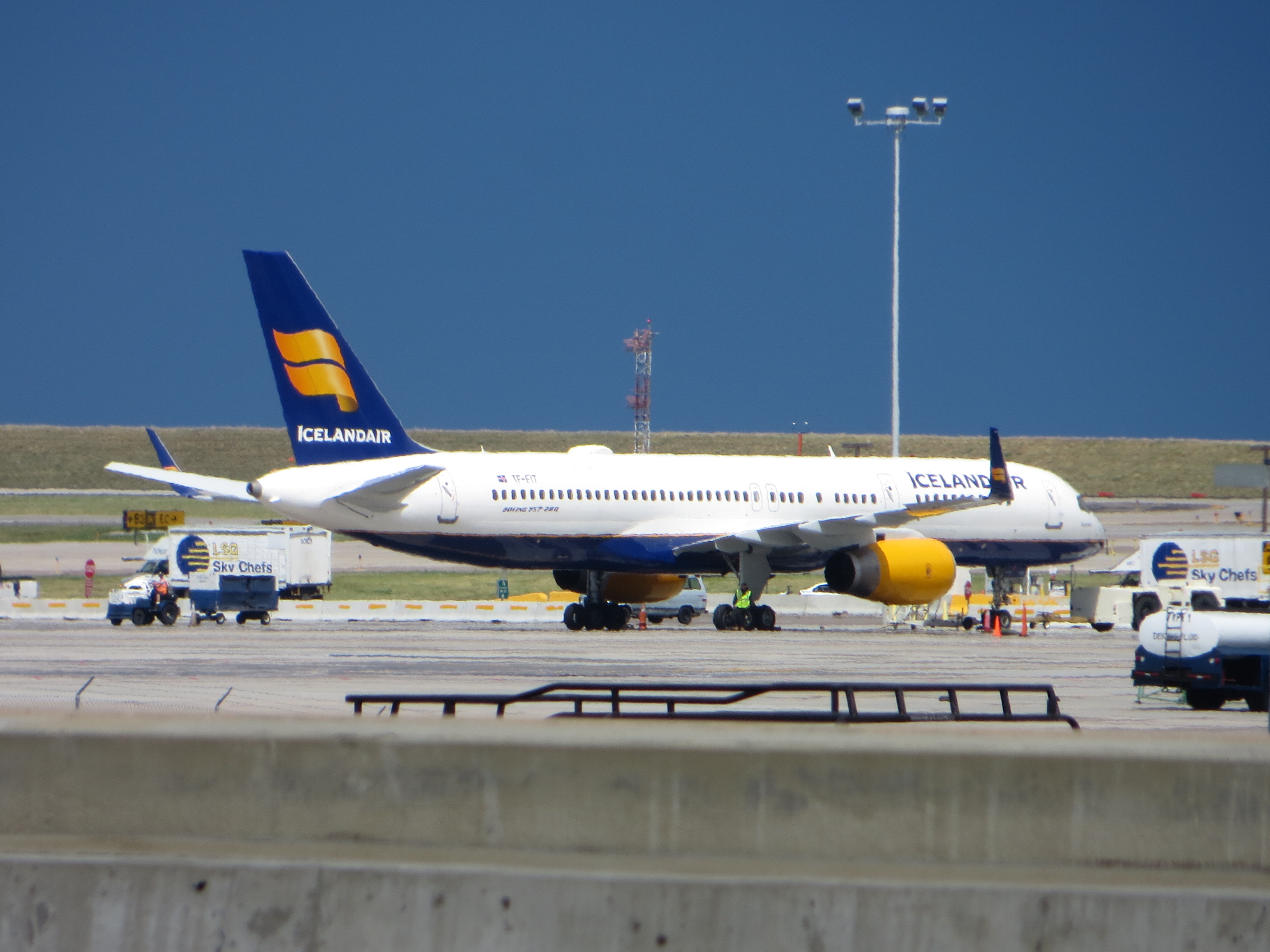
Avión de Icelandair que vuela regularmente un Boeing 757-200 de Denver a Reikiavik, Islandia.

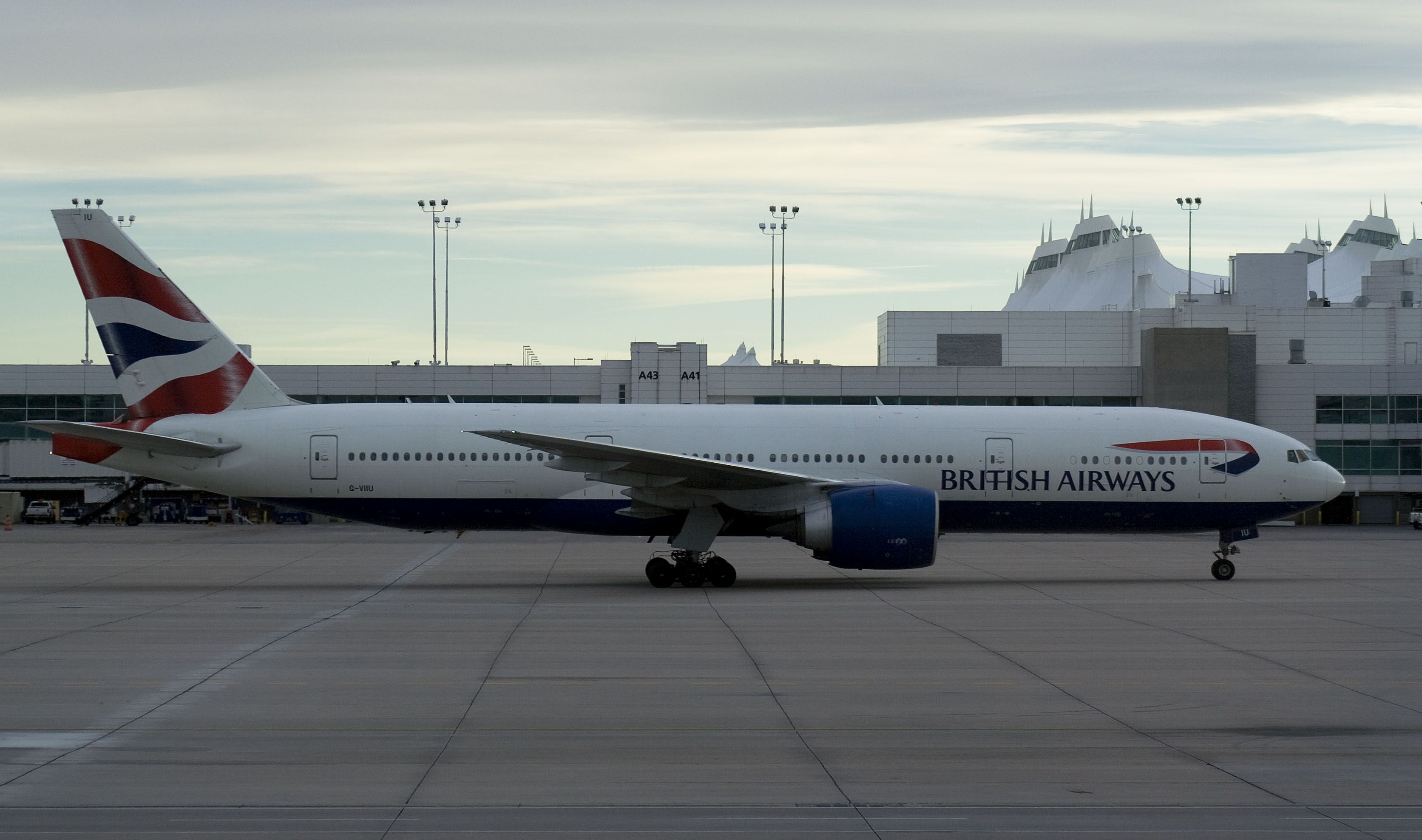
Un Boeing 777-200ER de British Airways en rodaje a la Sala A.

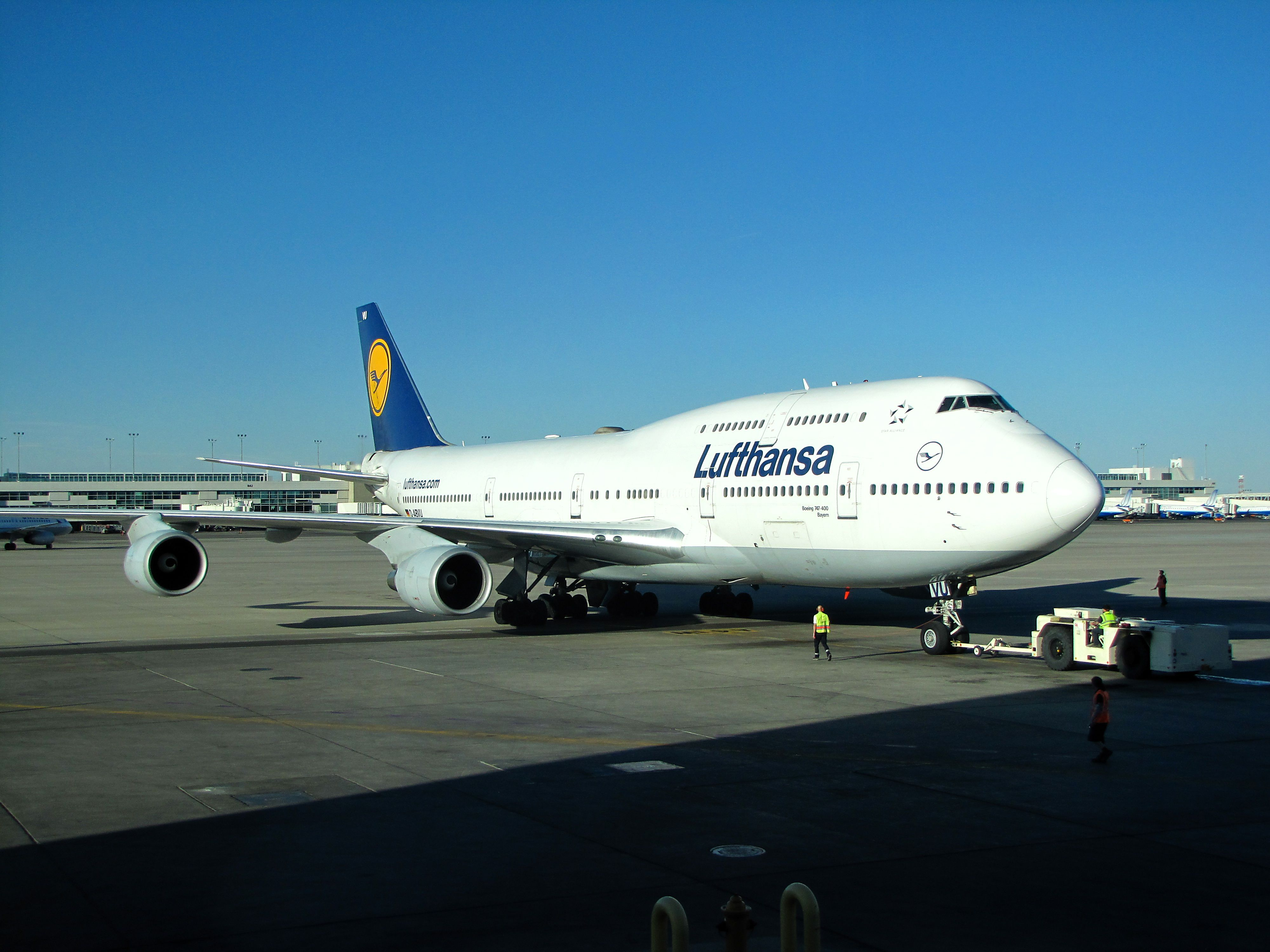
Un Boeing 747-400 de Lufthansa en retroceso desde la Sala A.

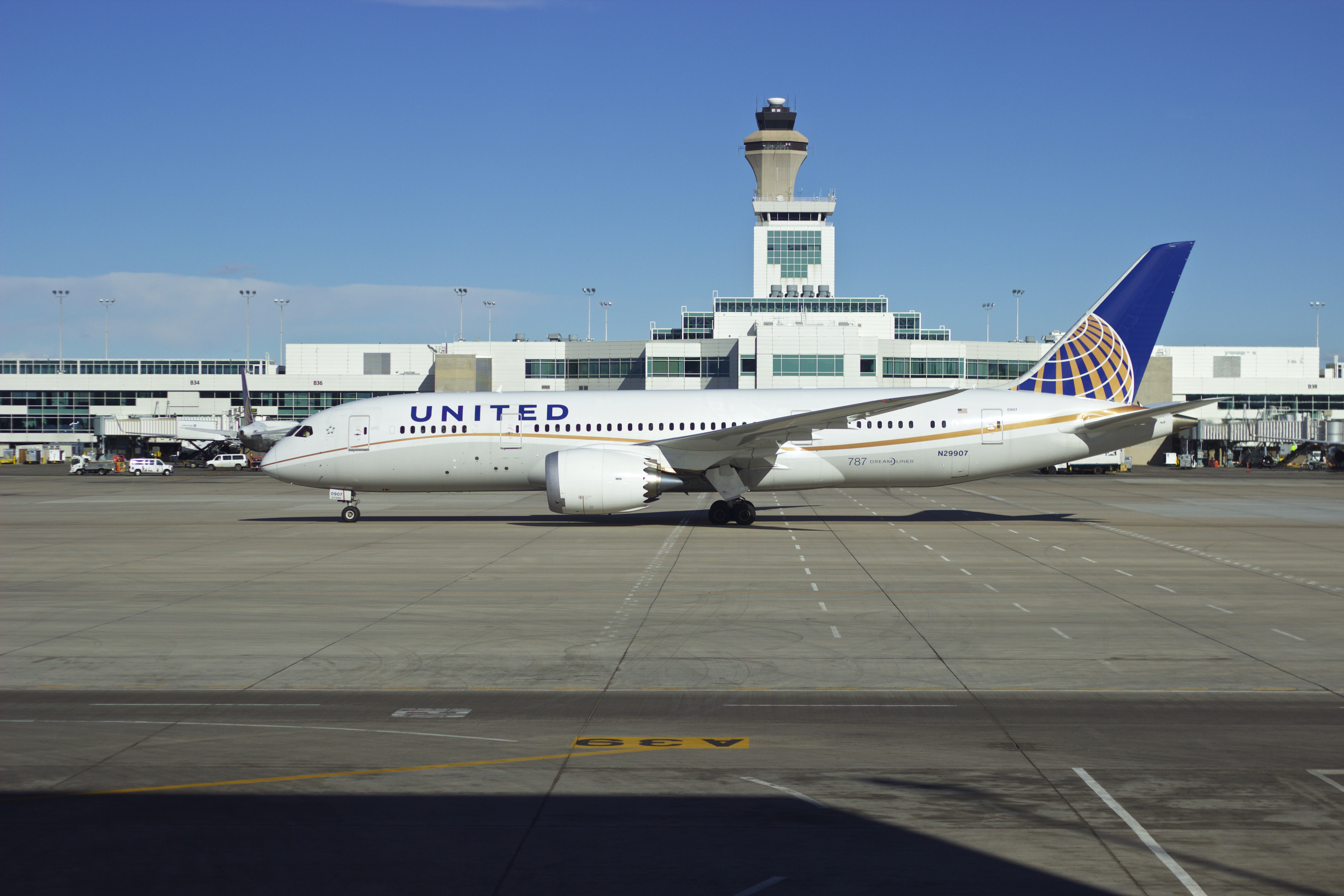
Un Boeing 787 de United carreteando entre las Salas A y B.

| #  | Ciudad                    | Pasajeros | Aerolínea |
| -- | ------------------------- | --------- | --- |
| 1  | Phoenix, Arizona          | 1,247,000 | American Airlines, Frontier Airlines, Southwest Airlines, United Airlines, United Express                                  |
| 2  | Las Vegas, Nevada         | 1,106,000 | Frontier Airlines, Southwest Airlines, Spirit Airlines, United Airlines                                                    |
| 3  | Chicago, Illinois         | 1,040,000 | American Airlines, Frontier Airlines, Spirit Airlines, United Airlines                                                     |
| 4  | Los Ángeles, California   | 1,004,000 | American Airlines, American Eagle, Delta Air Lines, Delta Connection, Southwest Airlines, Spirit Airlines, United Airlines |
| 5  | Seattle, Washington       | 959,000   | Alaska Airlines, Delta Air Lines, Frontier Airlines, Southwest Airlines, United Airlines, United Express                   |
| 6  | Salt Lake City, Utah      | 951,000   | Delta Air Lines, Frontier Airlines, Southwest Airlines, United Airlines, United Express                                    |
| 7  | Mineápolis, Minnesota     | 923,000   | Delta Air Lines, Frontier Airlines, Southwest Airlines, Spirit Airlines, Sun Country Airlines, United Airlines             |
| 8  | Atlanta, Georgia          | 919,000   | Delta Air Lines, Frontier Airlines, Southwest Airlines, Spirit Airlines, United Airlines, United Express                   |
| 9  | San Francisco, California | 909,000   | Frontier Airlines, Southwest Airlines, United Airlines                                                                     |
| 10 | Dallas, Texas             | 903,000   | American Airlines, Frontier Airlines, Southwest Airlines, Spirit Airlines, United Airlines, United Express                 |

| Número | Ciudad                    | Pasajeros | Aerolínea                                              |
| ------ | ------------------------- | --------- | ------------------------------------------------------ |
| 1      | Cancún, México            | 617,488   | Frontier Airlines, Southwest Airlines, United Airlines |
| 2      | Londres, Reino Unido      | 421,085   | British Airways, United Airlines                       |
| 3      | Vancouver, Canadá         | 413,066   | Air Canada, Air Canada Express, United Airlines        |
| 4      | Fráncfort, Alemania       | 337,395   | Lufthansa, United Airlines                             |
| 5      | Toronto, Canadá           | 322,814   | Air Canada, United Airlines, United Express            |
| 6      | Múnich, Alemania          | 305,375   | Lufthansa, United Airlines                             |
| 7      | Calgary, Canadá           | 274,857   | United Airlines, United Express, WestJet               |
| 8      | San José del Cabo, México | 243,056   | Southwest Airlines, United Airlines                    |
| 9      | Puerto Vallarta, México   | 230,632   | Frontier Airlines, Southwest Airlines, United Airlines |
| 10     | Ciudad de México, México  | 210,066   | Aeroméxico, Volaris                                    |

### Tráfico anual
| Año  | Pasajeros  | Cambio      | Año  | Pasajeros  | Cambio | Año  | Pasajeros  | Cambio |
| ---- | ---------- | ----------- | ---- | ---------- | ------ | ---- | ---------- | ------ |
| 1995 | 31,067,498 | Sin cambios | 2005 | 43,387,369 | 2.6%   | 2015 | 54,014,502 | 1.0%   |
| 1996 | 32,296,174 | 4.0%        | 2006 | 47,326,506 | 9.1%   | 2016 | 58,266,515 | 7.9%   |
| 1997 | 34,969,837 | 8.3%        | 2007 | 49,863,352 | 5.4%   | 2017 | 61,379,396 | 5.3%   |
| 1998 | 36,831,400 | 5.3%        | 2008 | 51,245,334 | 2.8%   | 2018 | 64,494,613 | 5.1%   |
| 1999 | 38,034,017 | 3.2%        | 2009 | 50,167,485 | 2.1%   | 2019 | 69,015,703 | 7.0%   |
| 2000 | 38,751,687 | 1.9%        | 2010 | 51,985,038 | 3.6%   | 2020 | 33,741,129 | 51.1%  |
| 2001 | 36,092,806 | 6.9%        | 2011 | 52,849,132 | 1.7%   | 2021 | 58,828,552 | 74.3%  |
| 2002 | 35,652,084 | 1.2%        | 2012 | 53,156,278 | 0.6%   | 2022 | 69,286,461 | 17.8%  |
| 2003 | 37,505,267 | 5.2%        | 2013 | 52,556,359 | 1.1%   | 2023 | 77,837,917 | 12.3%  |
| 2004 | 42,275,913 | 12.7%       | 2014 | 53,472,514 | 1.7%   | 2024 | 82,358,744 | 5.8%   |

Notas
1. ↑  Los totales de pasajeros para los dos primeros meses de 1995 reflejan las operaciones del Aeropuerto Internacional Stapleton.

Desde la apertura del aeropuerto en marzo de 1995 hasta finales de 2018, más de 1,100 millones de pasajeros han pasado por DEN. Esto representa un promedio de más de 46.2 millones de pasajeros anualmente.

## Transporte público
El Distrito Regional de Transporte (DRT) opera cinco rutas de autobús bajo el servicio de camiones express del aeropuerto llamados skyRide, así como una ruta de autobuses Express y una ruta llamada Limited entre el AID y varias localizaciones a través de las áreas metropolitanas de Denver-Aurora y de Boulder
Los servicios de skyRide operan en vehículos confortables con amplio espacio para equipaje, mientras que las rutas de autobuses Express y Limited operan en autobuses de tránsito de ciudad regulares y principalmente son utilizados por empleados del aeropuerto.
| Ruta    | Nombre                     | Áreas que cubre                                                                  |
| ------- | -------------------------- | -------------------------------------------------------------------------------- |
| skyRide |                            |                                                                                  |
| AA      | Wagon Road / AID           | Westminster, Northglenn, Thornton, Commerce City                                 |
| AB      | Boulder / AID              | Boulder, Louisville, Superior, Broomfield, Westminster                           |
| AF      | Cold Spring / Centro / AID | Lakewood, Centro de Denver (Estación Market Street), Noreste de Denver           |
| AS      | Stapleton / AID            | Noreste de Denver                                                                |
| AT      | Condado Arapahoe / AID     | Littleton, Highlands Ranch, Greenwood Village, Sureste de Denver, Aurora central |
| Limited |                            |                                                                                  |
| 169L    | Buckley / Tower / AID      | Sur y Este de Aurora, Noreste de Denver                                          |
| Express |                            |                                                                                  |
| 145X    | Brighton / AID             | Brighton                                                                         |

Los servicios de skyRide suben y bajan personas del este y oeste de la Terminal Jeppesen, mientras que los servicios Express y Limited bajan solo en el lado Oeste de la Terminal y recogen del lado Este de la Terminal.
Para el 2015, DRT planea construir una línea de un tren de cercanías de la estación Unión del centro de Denver a través de Aurora hacia el AID, como parte del programa de expansión FasTracks. Servicio previsto de autobús también está disponible de puntos como Fort Collins, Colorado y los servicios de camionetas se extienden a Nebraska, Wyoming, y las áreas que tienen alguna Estación de esquí. Amtrak ofrece un plan de boletos de avión-tren con United Airlines para viajes dentro de las áreas escénicas en el Oeste de Estados Unidos vía una parada de Denver.

## Aeropuertos cercanos
Los aeropuertos más cercanos son:
- Aeropuerto de Fort Collins-Loveland Municipal (86km)
- Aeropuerto de Colorado Springs (117km)
- Aeropuerto Regional de Cheyenne (144km)
- Aeropuerto Memorial de Pueblo (175km)
- Aeropuerto Regional de Laramie (182km)